# Elecciones generales de Brasil de 2010
Las elecciones generales de Brasil de 2010, se realizaron el día domingo 3 de octubre, con segunda vuelta el día domingo 31 del mismo mes. Las elecciones presidenciales determinaron al sucesor del presidente Luiz Inácio Lula da Silva, del izquierdista Partido de los Trabajadores (PT), que no era elegible constitucionalmente para postularse para un tercer mandato porque ya cumplió dos mandatos después de ganar las elecciones de 2002 y reelegido en 2006. Asimismo, se eligió a los gobernadores de los 26 estados brasileños, 54 de los 81 miembros del Senado y los 513 miembros de la Cámara de Diputados. 
Con el apoyo de Lula, el gobernante Partido de los Trabajadores (PT) nominó a Dilma Rousseff, exmiembro y cofundadora del Partido Democrático Laborista (PDT) que se incorporó a la administración de Lula como cabeza del Ministerio de Minas y Energía y luego se desempeñó como Jefa de Gabinete. Para su compañero de fórmula a la vicepresidencia, Rousseff eligió a Michel Temer, miembro del Movimiento Democrático Brasileño de centroderecha, quien se desempeñó como Presidente de la Cámara de Diputados y anteriormente consideraba una carrera presidencial propia.
El Partido de la Social Democracia Brasileña (PSDB) de centro derecha, nominó a José Serra, quien renunció a su cargo como gobernador de São Paulo para montar su campaña presidencial. Exalcalde de São Paulo que se había desempeñado como ministro de Salud durante la administración de Cardoso, Serra había sido previamente candidato presidencial en 2002. Para su compañero de fórmula a la vicepresidencia, Serra eligió a Indio da Costa, diputado federal conservador de Río de Janeiro que era miembro de los Demócratas (DEM) de derecha. Da Costa, quien se vio envuelto en una controversia por su sugerencia de que el Partido de los Trabajadores estaba vinculado al tráfico internacional de drogas, recibió comparaciones internacionales con la política estadounidense Sarah Palin.
Además, Marina Silva, senadora del estado de Acre y ex ministra de Medio Ambiente del Gobierno de Lula, dejó el Partido de los Trabajadores (PT) para montar una candidatura como parte del Partido Verde. Silva criticó las políticas ambientales de la Administración Lula y realizó una campaña en apoyo del desarrollo sostenible, acabar con la corrupción y despenalizar la marihuana. Silva, que habría sido la primera mujer negra en ocupar la presidencia, vio el apoyo de los votantes más jóvenes y logró ganar casi el 20% de los votos en la primera ronda, superando con creces las expectativas iniciales.
Dado que ningún candidato superó el 50% en la primera vuelta, se realizó una segunda vuelta el domingo 31 de octubre entre Dilma Rousseff y José Serra, donde Rousseff derrotó a Serra en la segunda ronda, convirtiéndose en la primera y única mujer presidenta de Brasil. Se señaló que la elección era la primera vez desde la elección presidencial inaugural después de la dictadura militar que Lula no se postuló para presidente.

## Antecedentes

### Los posibles sucesores de Lula
Como Lula no podía postularse para un tercer mandato consecutivo debido a los límites establecidos por la Constitución Federal de 1988, se especuló en los años previos a las elecciones sobre quién podría tomar el mando del Partido de los Trabajadores (PT) en su ausencia. Aunque Lula era muy popular, muchos comentaristas especularon que sus probables sucesores en el PT no generarían su toque populista. Las encuestas realizadas en el segundo mandato de Lula encontraron que una pequeña mayoría estaba a favor de enmendar la constitución para permitir que Lula se postulara para un tercer mandato, pero él se opuso a tales esfuerzos. Dos de los aliados clave de Lula considerados posibles sucesores, el exministro de Finanzas Antonio Palocci y el exjefe de gabinete presidencial José Dirceu, resultaron perjudicados por su participación en el escándalo de las mensualidades.

En 2008, Lula anunció que quería que una mujer lo sucediera en la presidencia. La exalcaldesa de São Paulo Marta Suplicy, quien se desempeñó al frente de la ciudad más grande de Brasil de 2001 a 2005, fue considerada, junto con Dilma Rousseff, la candidata más probable para liderar el PT en las elecciones de 2010. Una encuesta realizada en 2008 encontró que Suplicy era una potencial candidata presidencial más popular que Rousseff. Después de perder su candidatura a la reelección en 2004, Suplicy fue nombrada por Lula como Ministra de Turismo, lo que se especuló que era un intento de elevar su perfil para una eventual candidatura presidencial. En 2008, Suplicy montó otra candidatura para la alcaldía de São Paulo, que fue vista como una precursora de una posible candidatura presidencial en 2010. Suplicy perdió las elecciones, dañando su futuro político.
Ciro Gomes, exgobernador de Ceará y ministro de Integración Nacional durante el primer gabinete de Lula, era un posible candidato por el Partido Socialista Brasileño (PSB). En los años previos a las elecciones, se especuló que Lula apoyaría a Ciro, un rival formal suyo, en las elecciones de 2010 si ningún candidato potencial del PT parecía viable. Tras la selección de Dilma Rousseff como candidata del PT, el grupo de centro izquierda en el poder estaba preocupado de que la candidatura de Ciro pudiera quitarle votos a Rousseff, y, por lo tanto, el 27 de abril, PSB se negó a lanzar su candidatura para apoyarla. Gomes, un populista que había aparecido en el tercer lugar en las encuestas de mayo de 2009 a abril de 2010, había sido candidato a la presidencia en 1998 y 2002, cuando tuvo un mal resultado tras hacer comentarios sexistas y luchar por controlar su temperamento.
Además de Rousseff, Suplicy y Gomes, otros miembros o aliados del PT fueron mencionados como potencialmente elegidos por Lula para postularse en su ausencia. El senador de São Paulo Aloízio Mercadante, un actor clave del PT que ayudó a fundar el partido y se desempeñó como compañero de fórmula para vicepresidente de Lula en las elecciones de 1994, también fue mencionado como posible sucesor.

### Nominación del PSDB
José Serra, gobernador de São Paulo, renunció al cargo para montar la candidatura a la presidencia como miembro del dominante Partido de la Social Democracia Brasileña (PSDB). Serra se desempeñó anteriormente como candidato del partido en las elecciones de 2002, donde perdió ante Lula. Aécio Neves, el popular gobernador de Minas Gerais, fue considerado otro candidato potencial para el partido, luego sería candidato del partido en las elecciones de 2014. Durante la campaña, Serra buscó desafiar la percepción del PSDB como un partido elitista. Se destacaron las posiciones moderadas de Serra sobre cuestiones sociales como el aborto y las cuestiones religiosas, en las que adoptó un enfoque secularista en comparación con muchos otros políticos conservadores.

### Esfuerzos del PSOL
Heloísa Helena, una destacada exsenadora de Alagoas, consideró una candidatura presidencial por el Partido Socialismo y Libertad (PSOL). Anteriormente miembro del dominante Partido de los Trabajadores (PT), Helena fue expulsada del PT en 2003 por criticar el movimiento del partido al centro bajo la presidencia de Lula. En el período previo a las elecciones, se consideró a Helena como una posible candidata seria, y se la describió como la única candidata viable que podría abandonar las políticas económicas favorables al libre mercado en el país. Sin embargo, se negó a postularse para presidente para recuperar su escaño en el Senado; que al final perdería. El 30 de junio de 2010, Plínio de Arruda Sampaio, un político que anteriormente fue un alto funcionario del PT, fue elegido para servir como candidato presidencial del PSOL en la convención de 2010.
Se especuló que el PSOL formaría una amplia coalición con Marina Silva. Mientras los medios de comunicación publicaban tales noticias, el Partido Socialista de los Trabajadores Unificado (PSTU) anunció que si se formaba esta coalición, lanzaría la candidatura de su presidente José María de Almeida. Sin embargo, una resolución aprobada por miembros del PSOL determinó que la coalición se formaría si PV renunciaba a sus alianzas con la administración Lula, PSDB, DEM y sus posturas neoliberales. Esta resolución haría muy difícil que los dos partidos se aliaran, ya que el Partido Verde (PV) estaba encabezado por Sarney Filho, el hijo del expresidente José Sarney, y la propia Silva ha dicho que su candidatura no puede ser percibida como una oposición al gobierno de Lula. Otra facción del PV, liderada por Fernando Gabeira, siempre apoyo una alianza con el PSDB, lo que dejó a muy pocas personas en el partido capaces de aceptar la propuesta. Como informó Rede Brasil, “la coalición se mueve más por el deseo de la precandidata del Partido Verde, Marina Silva, y de la presidenta del Partido Socialismo y Libertad, Heloísa Helena, que por las aspiraciones de ambos partidos”.

### Otras candidaturas
La elección también contó con cinco candidatos de partidos más pequeños, lo que elevó el número de candidatos presidenciales a un total de nueve. Ellos son Ivan Pinheiro del Partido Comunista Brasileño (PCB), José María de Almeida del Partido Socialista de los Trabajadores Unificado (PSTU), Rui Costa Pimenta del Partido de la Causa Obrera (PCO), José María Eymael del Partido Socialdemócrata Cristiano (PSDC) y Levy Fidélix del Partido Renovador Laborista Brasileño (PRTB). De acuerdo con los lineamientos del Tribunal Superior Electoral, no pudieron participar en debates televisados, ya que sus partidos no estaban representados en la Cámara de Diputados del Congreso Nacional.

## Candidatos
| # | #  | Partido o Coalición                                                              | Candidato a Presidente | Candidato a Presidente          | Candidato a Vicepresidente | Candidato a Vicepresidente |
| - | -- | -------------------------------------------------------------------------------- | ---------------------- | ------------------------------- | -------------------------- | -------------------------- |
|   | 13 | Para que Brasil Siga Cambiando PT, PMDB, PDT, PCdoB, PSB, PL, PRB, PSC, PTC, PTN |                        | Dilma Rousseff (PT)             |                            | Michel Temer (PMDB)        |
|   | 16 | Partido Socialista de los Trabajadores Unificado (PSTU)                          |                        | José Maria de Almeida (PSTU)    |                            | Cláudia Durans (PSTU)      |
|   | 21 | Partido Comunista Brasileño (PCB)                                                |                        | Ivan Pinheiro (PCB)             |                            | Edmilson Costa (PCB)       |
|   | 27 | Partido Socialdemócrata Cristiano (PSDC)                                         |                        | José Maria Eymael (PSDC)        |                            | José Paulo Neto (PSDC)     |
|   | 28 | Partido Renovador Laborista Brasileño (PRTB)                                     |                        | Levy Fidelix (PRTB)             |                            | Luiz Eduardo Duarte (PRTB) |
|   | 29 | Partido de la Causa Obrera (PCO)                                                 |                        | Rui Costa Pimenta (PCO)         |                            | Edson Dorta (PCO)          |
|   | 43 | Partido Verde (PV)                                                               |                        | Marina Silva (PV)               |                            | Guilherme Leal (PV)        |
|   | 45 | Brasil Puede Más PSDB, DEM, PPS, PMN, PTdoB, PTB                                 |                        | José Serra (PSDB)               |                            | Indio da Costa (DEM)       |
|   | 50 | Partido Socialismo y Libertad (PSOL)                                             |                        | Plínio de Arruda Sampaio (PSOL) |                            | Hamilton Assis (PSOL)      |

## Campaña
La campaña oficial comenzó el 6 de julio de 2010. El Tribunal Superior Electoral había aceptado las candidaturas de los nueve candidatos. De acuerdo con los lineamientos, una vez iniciada la campaña oficial, los candidatos pueden participar en marchas, desfiles y utilizar camiones de sonido para solicitar votos y distribuir folletos. Pero tienen prohibido distribuir camisetas, sombreros y regalos como llaveros y bolígrafos. Se permiten concentraciones, pero se prohíben los conciertos de música. Los candidatos no pueden hacer publicidad en farolas, puentes, clubes y otros lugares de uso común. También están prohibidos los anuncios en vallas publicitarias, así como la asistencia a la inauguración de locales o edificios públicos.

### Cuestiones

#### Salud pública
Uno de los principales temas de salud pública debatidos hasta ahora en las elecciones, planteado por la campaña de Rousseff, es la adicción al crack. Como respuesta a su campaña, Serra dijo que establecerá clínicas para tratar a los adictos. También dijo que entregará 150 clínicas de especialidades médicas en dos años. Rousseff dijo que ampliará las medidas actualmente implementadas por el gobierno de Lula. También ha defendido la necesidad de una producción y distribución nacional de medicamentos, mediante una mayor inversión pública. Silva ha abogado por centrarse en la prevención de enfermedades.

#### Educación
Serra se ha comprometido a invertir en la infraestructura de las escuelas públicas primarias, mientras que Rousseff dijo que erradicar el analfabetismo es su máxima prioridad. También ha propuesto la creación de un Sistema Nacional Articulado de Educación para rediseñar los mecanismos empleados en la gestión del sector. Silva dijo que su enfoque es invertir intensamente en todos los niveles de educación formal. También ha abogado por la expansión del acceso a las tecnologías y la adopción de líneas centrales para ser atendidas por los educadores.

#### Bienestar
Serra se ha comprometido a retener Bolsa Família, alegando que se ampliará a través de ayudas a los jóvenes que toman cursos de formación profesional. Dilma también dijo que ampliará el programa, defendiendo el 'fortalecimiento institucional' del Ministerio de Desarrollo Social y Acción Contra el Hambre, lo que significa que el ministerio será el encargado de integrar todas las políticas sociales del gobierno. Silva defiende una 'tercera generación de bienestar social', que se lograría a través de alianzas con el sector privado y la estructuración de más proyectos educativos.

#### Empleo
Serra se ha comprometido a ampliar las escuelas técnicas para generar más puestos de trabajo. También ha dicho que mejorar la infraestructura de los servicios públicos será una herramienta para la creación de nuevos empleos. Rousseff ha defendido el mantenimiento de las políticas económicas del gobierno de Lula, pero también se ha comprometido a realizar una reforma fiscal para aliviar los gastos de los trabajadores. Silva ha propuesto la creación de empleos verdes a través de incentivos fiscales para negocios amigables con el medio ambiente, con el fin de reducir la emisión y consumo de dióxido de carbono.

#### Seguridad Pública
Si bien no se incluyó en su plan de gobierno, la principal propuesta de Serra para la seguridad pública es la creación de un Ministerio de Seguridad Pública. Por otro lado, Rousseff se ha comprometido a ampliar el actual Programa Nacional de Seguridad Pública y Ciudadanía a todo el país. También ha propuesto la creación de un Fondo Constitucional de Seguridad Pública, que ayudaría en el salario de los policías a nivel nacional. Silva defendió la creación de una 'nueva estructura institucional para la seguridad pública', que combinaría el trabajo policial con inversiones en políticas preventivas.

### Debates
Para las elecciones de 2010, el Tribunal Superior Electoral aprobó tres debates televisados, además de un debate inédito en Internet, que será realizado por UOL y Folha de S.Paulo el 18 de agosto.
De acuerdo con los lineamientos del Tribunal Superior Electoral, los candidatos cuyos partidos no están representados en la Cámara de Diputados del Congreso Nacional no pueden participar en debates televisados. Dichos candidatos impugnaron esta decisión para poder participar en los debates.
El primer debate presidencial tuvo lugar el 5 de agosto en la Rede Bandeirantes. El segundo debate se llevó a cabo el 18 de agosto de 2010 por el portal de internet UOL y el periódico Folha de S.Paulo. Fue el primer debate presidencial transmitido exclusivamente a través de internet en la historia del país.

### Programa electoral
De acuerdo con la ley electoral, todas las cadenas de televisión y radio en abierto deben tener dos franjas horarias de 50 minutos al día desde el 17 de agosto hasta el 30 de septiembre de 2010. El tiempo asignado a cada candidato se basa en el número de escaños que ocupan los partidos que integran su coalición en la Cámara de Diputados. Los programas electorales se consideran una herramienta de campaña clave en Brasil, donde la televisión y la radio son las principales fuentes de información para la mayoría de los votantes. El tiempo de transmisión gratuita en radio y televisión también incluye candidatos que compiten por las elecciones a gobernadores, asambleas legislativas y ambas cámaras del Congreso. Las partes también pueden publicar seis anuncios de 30 segundos por día.
Los programas electorales de Serra en la televisión fueron criticados por centrarse demasiado en temas de salud pública, y el corresponsal del Financial Times, Jonathan Wheatley, dijo que '[uno] pensaría que se postula para ser presidente del ministerio de Salud'. Por otro lado, los programas de Rousseff se destacaron por su profesionalismo y calidad de producción, mientras que los programas de Marina Silva fueron criticados por su falta de cohesión. El periodista Ricardo Noblat comentó en su blog que su primer programa de televisión parecía más 'un documental de la BBC sobre el medio ambiente' que un programa electoral. Serra también fue blanco de críticas por parte de Silva en el debate UOL / Folha por el uso de una favela escénica en su programa, mientras que São Paulo todavía tiene muchos barrios marginales. Después de la emisión del segundo programa de Serra, la cantante Elba Ramalho, que tenía una de sus canciones en él, lanzó una nota que decía que no grabó el jingle utilizado, y que no es su voz la que aparece en el programa. Aunque apoyó públicamente a Serra en 2002, afirmó que mantendría su neutralidad en esta elección. A pesar de esta declaración, Ramalho decidió apoyar a Rousseff en la segunda vuelta.
Según una encuesta realizada por el Instituto del Censo del 20 al 22 de agosto, el 42,9 % de los votantes afirmó que estaba viendo o escuchando los programas electorales en la radio o la televisión. Dilma tuvo los mejores programas electorales para el 56 % de ellos, mientras que los programas de Serra fueron los preferidos por el 34%. Los programas de Silva fueron elegidos como los mejores solo por el 7,5% de ellos.

### Alianzas para la segunda vuelta
El 20 de octubre, luego de que el PSOL instruyera a sus miembros a votar por Dilma Rousseff del PT o en blanco / nulo en la segunda vuelta, Heloísa Helena decidió dejar la presidencia del partido. Sintió que el partido 'carecía de identidad' con el apoyo de Rousseff. El candidato presidencial del partido declaró que votaría nulo, mientras que los congresistas del PSOL declararon su 'voto crítico' sobre Rousseff. Los miembros del partido estaban orientados a 'no dar ningún voto a Serra'. 
El PCB adoptó una postura similar, diciendo que 'derrotarán a Serra en las boletas y a Dilma en las calles'. El PSTU, por su parte, abogó por la votación nula en la segunda vuelta. PV celebró una convención, donde la mayoría de los 92 miembros votantes decidieron que el partido debería permanecer neutral en la segunda ronda. [66] Los miembros del partido eran libres de apoyar a cualquiera de los dos candidatos, pero se les prohibió usar banderas u otros símbolos del partido. Si lo hicieran, podrían haber sido castigados con la desafiliación.
El 14 de octubre, el Partido Progresista, miembro del bloque de coalición Lulista en el Congreso Nacional que había permanecido neutral en la primera vuelta, decidió apoyar a Dilma. La mayoría de sus directorios y candidatos ya habían apoyado a Rousseff en la primera ronda. El Partido Renovador Laborista Brasileño también apoyó a Rousseff en la segunda vuelta. Levy Fidélix publicó una foto en su cuenta de Flickr donde lo acompañan simpatizantes con banderas de la campaña de Rousseff.

## Encuestas
Los resultados que se muestran en este artículo excluyen los resultados de las encuestas espontáneas (en las que las tarjetas con los nombres de los posibles candidatos no se presentan a los votantes investigados), debido al significativo número de votantes que votarían por Luiz Inácio Lula da Silva. Por ley, los líderes de todas las posiciones del Poder Ejecutivo solo pueden ser reelegidos una vez.
En septiembre, el instituto Vox Populi inició una encuesta de seguimiento sin precedentes para el presidente, que debía durar 36 días hasta el 2 de octubre.

### Primera vuelta

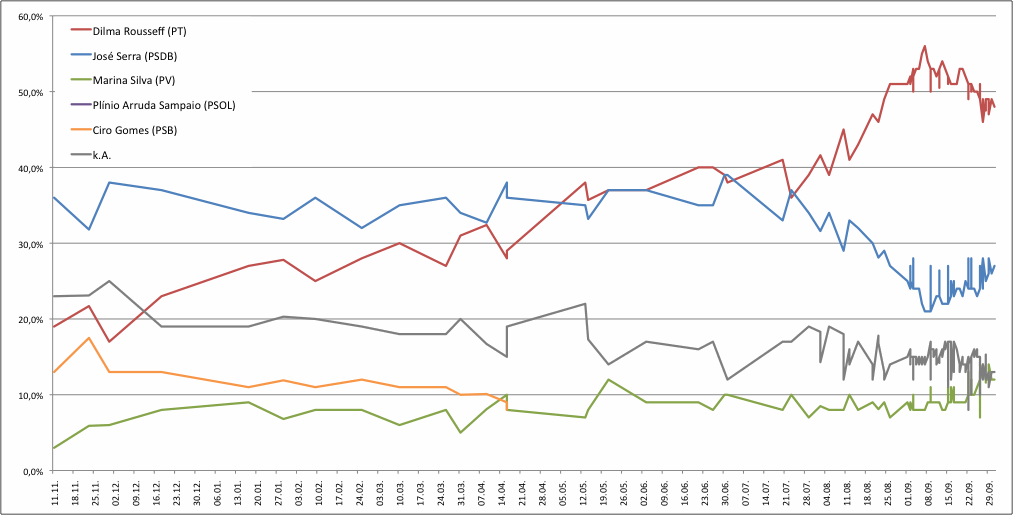
Representación de las encuestas hasta el 29 de septiembre de 2010.

| Encuestadora                                                                                            | Fecha              | Rouseff PT         | Serra PSDB | Silva PV | Otros | Abst. Undec. | Ventaja |        |        |       |       |       |
| --- | ------------------ | ------------------ | ---------- | -------- | ----- | ------------ | ------- | ------ | ------ | ----- | ----- | ----- |
| Encuestadora                                                                                            | Fecha              | Elecciones de 2010 | 3 Oct      | 46.91%   | Otros | Abst. Undec. | Ventaja | 32.61% | 19.33% | 1.15% | 8.64% | 14.3% |
| Vox Populi                                                                                              | 2 Oct              | 47%                | 26%        | 14%      | 0%    | 13%          | 21%     |        |        |       |       |       |
| Ibope                                                                                                   | 1–2 Oct            | 47%                | 29%        | 16%      | 0%    | 8%           | 18%     |        |        |       |       |       |
| Datafolha                                                                                               | 1–2 Oct            | 47%                | 29%        | 16%      | 0%    | 8%           | 18%     |        |        |       |       |       |
| Vox Populi                                                                                              | 1 Oct              | 48%                | 27%        | 12%      | 0%    | 13%          | 21%     |        |        |       |       |       |
| Vox Populi                                                                                              | 30 Sep             | 49%                | 26%        | 12%      | 0%    | 13%          | 23%     |        |        |       |       |       |
| Vox Populi                                                                                              | 29 Sep             | 49%                | 26%        | 12%      | 0%    | 13%          | 23%     |        |        |       |       |       |
| Datafolha                                                                                               | 28–29 Sep          | 47%                | 28%        | 14%      | 0%    | 11%          | 19%     |        |        |       |       |       |
| Vox Populi                                                                                              | 28 Sep             | 49%                | 25%        | 12%      | 0%    | 14%          | 24%     |        |        |       |       |       |
| Datafolha                                                                                               | 27 Sep             | 46%                | 28%        | 14%      | 0%    | 12%          | 18%     |        |        |       |       |       |
| Vox Populi                                                                                              | 27 Sep             | 49%                | 24%        | 13%      | 0%    | 14%          | 25%     |        |        |       |       |       |
| CNT/Sensus                                                                                              | 26–28 Sep          | 47.5%              | 25.6%      | 11.6%    | 0.0%  | 15.3%        | 21.9%   |        |        |       |       |       |
| Vox Populi                                                                                              | 26 Sep             | 49%                | 24%        | 12%      | 0%    | 15%          | 25%     |        |        |       |       |       |
| Ibope                                                                                                   | 25–26 Sep          | 50%                | 27%        | 13%      | 0%    | 10%          | 23%     |        |        |       |       |       |
| Vox Populi                                                                                              | 25 Sep             | 50%                | 23%        | 11%      | 0%    | 16%          | 27%     |        |        |       |       |       |
| Vox Populi                                                                                              | 24 Sep             | 50%                | 24%        | 10%      | 0%    | 16%          | 26%     |        |        |       |       |       |
| Vox Populi                                                                                              | 23 Sep             | 51%                | 24%        | 10%      | 0%    | 15%          | 27%     |        |        |       |       |       |
| Vox Populi                                                                                              | 22 Sep             | 51%                | 24%        | 10%      | 0%    | 15%          | 27%     |        |        |       |       |       |
| Ibope                                                                                                   | 21–23 Sep          | 50%                | 28%        | 12%      | 0%    | 10%          | 22%     |        |        |       |       |       |
| Datafolha                                                                                               | 21–22 Sep          | 49%                | 28%        | 13%      | 0%    | 10%          | 21%     |        |        |       |       |       |
| Vox Populi                                                                                              | 21 Sep             | 52%                | 25%        | 9%       | 0%    | 14%          | 27%     |        |        |       |       |       |
| Vox Populi                                                                                              | 20 Sep             | 53%                | 23%        | 9%       | 0%    | 15%          | 30%     |        |        |       |       |       |
| Vox Populi                                                                                              | 19 Sep             | 53%                | 24%        | 9%       | 0%    | 14%          | 29%     |        |        |       |       |       |
| Vox Populi                                                                                              | 18 Sep             | 51%                | 24%        | 9%       | 0%    | 16%          | 27%     |        |        |       |       |       |
| Vox Populi                                                                                              | 17 Sep             | 51%                | 23%        | 9%       | 0%    | 17%          | 28%     |        |        |       |       |       |
| Vox Populi                                                                                              | 16 Sep             | 51%                | 23%        | 9%       | 0%    | 17%          | 28%     |        |        |       |       |       |
| Vox Populi                                                                                              | 15 Sep             | 52%                | 22%        | 9%       | 0%    | 17%          | 30%     |        |        |       |       |       |
| Ibope (enlace roto disponible en Internet Archive; véase el historial, la primera versión y la última). | 14–17 Sep          | 51%                | 25%        | 11%      | 0%    | 13%          | 26%     |        |        |       |       |       |
| Vox Populi                                                                                              | 14 Sep             | 53%                | 22%        | 8%       | 0%    | 17%          | 31%     |        |        |       |       |       |
| Datafolha                                                                                               | 13–15 Sep          | 51%                | 27%        | 11%      | 0%    | 11%          | 24%     |        |        |       |       |       |
| Vox Populi                                                                                              | 13 Sep             | 54%                | 22%        | 8%       | 0%    | 16%          | 32%     |        |        |       |       |       |
| Vox Populi                                                                                              | 12 Sep             | 53%                | 23%        | 9%       | 0%    | 15%          | 30%     |        |        |       |       |       |
| Vox Populi                                                                                              | 12 Sep             | 52%                | 23%        | 9%       | 0%    | 16%          | 29%     |        |        |       |       |       |
| CNT/Sensus                                                                                              | 10–12 Sep          | 50.5%              | 26.4%      | 8.9%     | 0.0%  | 14.2%        | 24.1%   |        |        |       |       |       |
| Vox Populi                                                                                              | 10 Sep             | 53%                | 22%        | 9%       | 0%    | 16%          | 31%     |        |        |       |       |       |
| Vox Populi                                                                                              | 9 Sep              | 53%                | 21%        | 9%       | 0%    | 17%          | 32%     |        |        |       |       |       |
| Datafolha                                                                                               | 8–9 Sep            | 50%                | 27%        | 11%      | 0%    | 12%          | 23%     |        |        |       |       |       |
| Vox Populi                                                                                              | 8 Sep              | 54%                | 21%        | 9%       | 0%    | 15%          | 33%     |        |        |       |       |       |
| Vox Populi                                                                                              | 7 Sep              | 56%                | 21%        | 8%       | 0%    | 15%          | 35%     |        |        |       |       |       |
| Vox Populi                                                                                              | 6 Sep              | 55%                | 22%        | 8%       | 0%    | 15%          | 33%     |        |        |       |       |       |
| Vox Populi                                                                                              | 5 Sep              | 53%                | 24%        | 8%       | 0%    | 15%          | 29%     |        |        |       |       |       |
| Vox Populi                                                                                              | 4 Sep              | 53%                | 24%        | 8%       | 0%    | 15%          | 29%     |        |        |       |       |       |
| Vox Populi                                                                                              | 3 Sep              | 52%                | 24%        | 8%       | 0%    | 16%          | 28%     |        |        |       |       |       |
| Datafolha                                                                                               | 2–3 Sep            | 50%                | 28%        | 10%      | 0%    | 12%          | 22%     |        |        |       |       |       |
| Vox Populi                                                                                              | 2 Sep              | 51%                | 25%        | 9%       | 0%    | 15%          | 26%     |        |        |       |       |       |
| Vox Populi                                                                                              | 1 Sep              | 51%                | 25%        | 9%       | 0%    | 15%          | 26%     |        |        |       |       |       |
| Ibope                                                                                                   | 31 Aug–2 Sep       | 51%                | 27%        | 8%       | 0%    | 14%          | 24%     |        |        |       |       |       |
| Ibope                                                                                                   | 24–26 Aug          | 51%                | 27%        | 7%       | 0%    | 15%          | 24%     |        |        |       |       |       |
| Datafolha                                                                                               | 23–24 Aug          | 49%                | 29%        | 9%       | 0%    | 13%          | 20%     |        |        |       |       |       |
| CNT/Sensus                                                                                              | 20–22 Aug          | 46.0%              | 28.1%      | 8.1%     | 1.3%  | 17.8%        | 17.9%   |        |        |       |       |       |
| Datafolha                                                                                               | 20 Aug             | 47%                | 30%        | 9%       | 0%    | 14%          | 17%     |        |        |       |       |       |
| Ibope                                                                                                   | 12–15 Aug          | 43%                | 32%        | 8%       | 0%    | 17%          | 11%     |        |        |       |       |       |
| Datafolha Archivado el 20 de agosto de 2010 en Wayback Machine.                                         | 9–12 Aug           | 41%                | 33%        | 10%      | 0%    | 16%          | 8%      |        |        |       |       |       |
| Vox Populi                                                                                              | 7–10 Aug           | 45%                | 29%        | 8%       | 0%    | 18%          | 16%     |        |        |       |       |       |
| Ibope                                                                                                   | 2–5 Aug            | 39%                | 34%        | 8%       | 0%    | 19%          | 5%      |        |        |       |       |       |
| CNT/Sensus                                                                                              | 31 Jul–2 Aug       | 41.6%              | 31.6%      | 8.5%     | 4.4%  | 18.3%        | 10%     |        |        |       |       |       |
| Ibope                                                                                                   | 26–29 Jul          | 39%                | 34%        | 7%       | 0%    | 19%          | 5%      |        |        |       |       |       |
| Datafolha                                                                                               | 20–23 Jul          | 36%                | 37%        | 10%      | 0%    | 17%          | 1%      |        |        |       |       |       |
| Vox Populi                                                                                              | 17–20 Aug          | 41%                | 33%        | 8%       | 0%    | 17%          | 8%      |        |        |       |       |       |
| Datafolha                                                                                               | 30 Jun–1 Jul       | 38%                | 39%        | 10%      | 0%    | 12%          | 1%      |        |        |       |       |       |
| Ibope                                                                                                   | 27–30 Jun          | 39%                | 39%        | 10%      | 0%    | 13%          | Empate  |        |        |       |       |       |
| Vox Populi                                                                                              | 24–26 Jun          | 40%                | 35%        | 8%       | 0%    | 17%          | 5%      |        |        |       |       |       |
| CNI/Ibope Archivado el 24 de febrero de 2012 en Wayback Machine.                                        | 19–21 Jun          | 40%                | 35%        | 9%       | 0%    | 16%          | 5%      |        |        |       |       |       |
| Ibope                                                                                                   | 31 May–3 Jun       | 37%                | 37%        | 9%       | 0%    | 17%          | Empate  |        |        |       |       |       |
| Datafolha                                                                                               | 20–21 May          | 37%                | 37%        | 12%      | 0%    | 14%          | Empate  |        |        |       |       |       |
| CNT/Sensus                                                                                              | 10–14 May          | 35.7%              | 33.2%      | 8.0%     | 2.2%  | 17.3%        | 2.5%    |        |        |       |       |       |
| Vox Populi                                                                                              | 8–13 May           | 38%                | 35%        | 7%       | 0%    | 22%          | 3%      |        |        |       |       |       |
| Datafolha                                                                                               | 15–16 Apr          | 28%                | 38%        | 10%      | 10%   | 15%          | 10%     |        |        |       |       |       |
| Ibope Archivado el 6 de julio de 2011 en Wayback Machine.                                               | 13–16 Apr          | 29%                | 36%        | 8%       | 8%    | 19%          | 7%      |        |        |       |       |       |
| CNT/Sensus                                                                                              | 5–9 Apr            | 32.4%              | 32.7%      | 8.1%     | 10.1% | 16.7%        | 0.3%    |        |        |       |       |       |
| Vox Populi                                                                                              | 30–31 Mar          | 31%                | 34%        | 5%       | 10%   | 20%          | 3%      |        |        |       |       |       |
| Datafolha                                                                                               | 25–26 Mar          | 27%                | 36%        | 8%       | 11%   | 18%          | 9%      |        |        |       |       |       |
| Ibope Archivado el 3 de abril de 2010 en Wayback Machine.                                               | 6–10 Mar           | 30%                | 35%        | 6%       | 11%   | 18%          | 5%      |        |        |       |       |       |
| Datafolha                                                                                               | 24–25 Feb          | 28%                | 32%        | 8%       | 12%   | 19%          | 4%      |        |        |       |       |       |
| Ibope                                                                                                   | 6–9 Feb            | 25%                | 36%        | 8%       | 11%   | 20%          | 11%     |        |        |       |       |       |
| CNT/Sensus                                                                                              | 25–29 Jan          | 27.8%              | 33.2%      | 6.8%     | 11.9% | 20.3%        | 5.4%    |        |        |       |       |       |
| Vox Populi                                                                                              | 14–17 Jan          | 27%                | 34%        | 9%       | 11%   | 19%          | 7%      |        |        |       |       |       |
| Datafolha Archivado el 28 de marzo de 2010 en Wayback Machine.                                          | 14–18 Dec 2009     | 23%                | 37%        | 8%       | 13%   | 19%          | 14%     |        |        |       |       |       |
| Ibope Archivado el 28 de marzo de 2010 en Wayback Machine.                                              | 26–30 Nov 2009     | 17%                | 38%        | 6%       | 13%   | 25%          | 21%     |        |        |       |       |       |
| CNT/Sensus                                                                                              | 23 Nov 2009        | 21.7%              | 31.8%      | 5.9%     | 17.5% | 23.1%        | 10.1%   |        |        |       |       |       |
| Vox Populi                                                                                              | 11 Nov 2009        | 19%                | 36%        | 3%       | 19%   | 23%          | 17%     |        |        |       |       |       |
| CNT/Sensus Archivado el 16 de septiembre de 2009 en Wayback Machine.                                    | 8 Sep 2009         | 19%                | 39.5%      | 4.8%     | 9.7%  | 27%          | 20.5%   |        |        |       |       |       |
| Vox Populi                                                                                              | 18 Aug 2009        | 21%                | 30%        | –        | 29%   | 20%          | 9%      |        |        |       |       |       |
| Datafolha                                                                                               | 16 Aug 2009        | 17%                | 38%        | 3%       | 26%   | 18%          | 21%     |        |        |       |       |       |
| Ibope (enlace roto disponible en Internet Archive; véase el historial, la primera versión y la última). | 9 Jun 2009         | 18%                | 38%        | –        | 19%   | 25%          | 20%     |        |        |       |       |       |
| Datafolha Archivado el 23 de diciembre de 2009 en Wayback Machine.                                      | 28 de mayo de 2009 | 16%                | 38%        | –        | 25%   | 21%          | 22%     |        |        |       |       |       |
| Datafolha Archivado el 23 de diciembre de 2009 en Wayback Machine.                                      | 19 Mar 2009        | 11%                | 41%        | –        | 27%   | 21%          | 25%     |        |        |       |       |       |
| Datafolha Archivado el 23 de diciembre de 2009 en Wayback Machine.                                      | 28 Nov 2008        | 8%                 | 41%        | –        | 29%   | 21%          | 26%     |        |        |       |       |       |
| Datafolha Archivado el 23 de diciembre de 2009 en Wayback Machine.                                      | 27 Mar 2008        | 3%                 | 38%        | –        | 34%   | 25%          | 18%     |        |        |       |       |       |

### Segunda vuelta
| Encuestadora                                                                                                | Fecha     | Rouseff PT    | Serra PSDB | Abst. Undec. | Ventaja |        |        |       |       |
| --- | --------- | ------------- | ---------- | ------------ | ------- | ------ | ------ | ----- | ----- |
| Encuestadora                                                                                                | Fecha     | 2010 election | 31 Oct     | Abst. Undec. | Ventaja | 56.05% | 43.95% | 6.70% | 12.1% |
| Vox Populi                                                                                                  | 30 Oct    | 51%           | 39%        | 10%          | 12%     |        |        |       |       |
| Datafolha                                                                                                   | 29–30 Oct | 51%           | 41%        | 8%           | 10%     |        |        |       |       |
| CNT/Sensus                                                                                                  | 28–29 Oct | 50.3%         | 37.6%      | 12.1%        | 12.7%   |        |        |       |       |
| Datafolha (enlace roto disponible en Internet Archive; véase el historial, la primera versión y la última). | 28 Oct    | 50%           | 40%        | 10%          | 10%     |        |        |       |       |
| Ibope | 27–30 Oct | 52%           | 40%        | 8%           | 12%     |        |        |       |       |
| Datafolha                                                                                                   | 27 Oct    | 49%           | 38%        | 13%          | 11%     |        |        |       |       |
| Ibope | 26–28 Oct | 52%           | 39%        | 9%           | 13%     |        |        |       |       |
| CNT/Sensus                                                                                                  | 23–25 Oct | 51.9%         | 36.7%      | 11.4%        | 15.2%   |        |        |       |       |
| Vox Populi                                                                                                  | 23–24 Oct | 49%           | 38%        | 13%          | 11%     |        |        |       |       |
| Datafolha                                                                                                   | 21 Oct    | 50%           | 40%        | 10%          | 10%     |        |        |       |       |
| CNT/Sensus                                                                                                  | 18–19 Oct | 46.8%         | 41.8%      | 11.4%        | 5.0%    |        |        |       |       |
| Ibope | 17–20 Oct | 51%           | 40%        | 9%           | 11%     |        |        |       |       |
| Vox Populi                                                                                                  | 15–17 Oct | 51%           | 39%        | 10%          | 12%     |        |        |       |       |
| Datafolha                                                                                                   | 14–15 Oct | 47%           | 41%        | 12%          | 6%      |        |        |       |       |
| CNT/Sensus                                                                                                  | 11–13 Oct | 46.8%         | 42.7%      | 10.5         | 4.1%    |        |        |       |       |
| Ibope | 11–13 Oct | 49%           | 43%        | 8%           | 6%      |        |        |       |       |
| Vox Populi                                                                                                  | 10–11 Oct | 48%           | 40%        | 12%          | 8%      |        |        |       |       |
| Datafolha                                                                                                   | 8 Oct     | 48%           | 41%        | 11%          | 7%      |        |        |       |       |

## Elecciones presidenciales
La elección determinó el sucesor del presidente Luiz Inácio Lula da Silva, del Partido de los Trabajadores. De acuerdo a la Constitución de Brasil, el presidente es elegido en forma directa por un período de 4 años, con un límite de dos períodos consecutivos. Lula no podía ser candidato puesto que ya había gobernado por dos períodos, tras ser electo en la elección de 2002 y reelecto en la elección de 2006.
Acusando a Dilma Rousseff de querer legalizar el aborto, José Serra hizo campaña con la Biblia en la mano, mientras que su esposa vilipendiaba a quienes quieren “matar a los niños pequeños” (aunque ella misma se había realizado un aborto en los años 1970, según las revelaciones del diario Folha de São Paulo).

### Resultados
Al 99.99% de mesas escrutadas por el Tribunal Superior Electoral:
| Candidato a Presidente    | Candidato a Presidente    | Partido                   | Candidato a Vicepresidente | Partido                   | Primera vuelta | Primera vuelta | Segunda vuelta | Segunda vuelta |
| Candidato a Presidente    | Candidato a Presidente    | Partido                   | Candidato a Vicepresidente | Partido                   | Votes          | %              | Votes          | %              |
| ------------------------- | ------------------------- | ------------------------- | -------------------------- | ------------------------- | -------------- | -------------- | -------------- | -------------- |
|                           | Dilma Rousseff            | PT                        | Michel Temer               | PMDB                      | 47,651,434     | 46.91          | 55,752,529     | 56.05          |
|                           | José Serra                | PSDB                      | Indio da Costa             | DEM                       | 33,132,283     | 32.61          | 43,711,388     | 43.95          |
|                           | Marina Silva              | PV                        | Guilherme Leal             | PV                        | 19,636,359     | 19.33          |                |                |
|                           | Plínio de Arruda Sampaio  | PSOL                      | Hamilton Assis             | PSOL                      | 886,816        | 0.87           |                |                |
|                           | José María Eymael         | PSDC                      | José Paulo Neto            | PSDC                      | 89,350         | 0.09           |                |                |
|                           | José María de Almeida     | PSTU                      | Cláudia Durans             | PSTU                      | 84,609         | 0.08           |                |                |
|                           | Levy Fidelix              | PRTB                      | Luiz Eduardo Duarte        | PRTB                      | 57,960         | 0.06           |                |                |
|                           | Ivan Pinheiro             | PCB                       | Edmilson Costa             | PCB                       | 39,136         | 0.04           |                |                |
|                           | Rui Costa Pimenta         | PCO                       | Edson Dorta                | PCO                       | 12,206         | 0.01           |                |                |
|                           |                           |                           |                            |                           |                |                |                |                |
| Votos válidos             | Votos válidos             | Votos válidos             | Votos válidos              | Votos válidos             | 101 590 153    | 91.36          | 99 463 917     | 93.30          |
| Votos en blanco           | Votos en blanco           | Votos en blanco           | Votos en blanco            | Votos en blanco           | 3 479 340      | 3.13           | 2 452 597      | 2.30           |
| Votos nulos               | Votos nulos               | Votos nulos               | Votos nulos                | Votos nulos               | 6 124 254      | 5.51           | 4 689 428      | 4.40           |
| Total                     | Total                     | Total                     | Total                      | Total                     | 111,193,747    | 100.00         | 106,606,214    | 100.00         |
| Registrados/Participación | Registrados/Participación | Registrados/Participación | Registrados/Participación  | Registrados/Participación | 135,804,433    | 81.88          | 135,804,433    | 78.50          |

### Primera vuelta

#### En Brasil
| Estados ganados por Dilma Rousseff |
| Estados ganados por José Serra     |
| Estados ganados por Marina Silva   |

| Estado               | Registrados | Dilma      | %      | Serra      | %      | Marina     | %      | Otros     | %     | Blancos   | %     | Nulos     | %     |
| -------------------- | ----------- | ---------- | ------ | ---------- | ------ | ---------- | ------ | --------- | ----- | --------- | ----- | --------- | ----- |
| Acre                 | 470 445     | 82 732     | 23,92% | 180 252    | 52,13% | 81 081     | 23,45% | 1734      | 0,51% | 3812      | 1,05% | 13 920    | 3,83% |
| Alagoas              | 2 033 483   | 709 844    | 50,92% | 508 232    | 36,46% | 160 380    | 11,50% | 15 623    | 1,12% | 57 821    | 3,65% | 131 944   | 8,33% |
| Amapá                | 420 331     | 161 443    | 47,38% | 72 774     | 21,36% | 101 243    | 29,71% | 5280      | 1,54% | 3630      | 1,01% | 13 422    | 3,75% |
| Amazonas             | 2 028 122   | 991 128    | 64,98% | 129 190    | 8,47%  | 392 170    | 25,71% | 12 686    | 0,84% | 21 312    | 1,31% | 75 462    | 4,65% |
| Bahía                | 9 544 368   | 4 188 099  | 62,62% | 1 403 153  | 20,98% | 1 052 674  | 15,74% | 43 975    | 0,66% | 221 801   | 2,96% | 577 033   | 7,71% |
| Ceará                | 5 878 066   | 2 783 451  | 66,30% | 686 891    | 16,36% | 686 770    | 16,36% | 41 399    | 0,99% | 140 365   | 2,99% | 360 559   | 7,67% |
| Espírito Santo       | 2 521 991   | 717 417    | 37,25% | 682 590    | 35,44% | 505 734    | 26,26% | 20 150    | 1,05% | 62 569    | 3,00% | 94 585    | 4,54% |
| Distrito Federal     | 1 833 942   | 462 441    | 31,74% | 354 070    | 24,30% | 611 362    | 41,96% | 29 186    | 2,01% | 33 674    | 2,17% | 60 032    | 3,87% |
| Goiás                | 4 058 912   | 1 301 985  | 42,23% | 1 217 203  | 39,48% | 529 694    | 17,18% | 33 911    | 1,10% | 84 858    | 2,55% | 161 985   | 4,86% |
| Maranhão             | 4 320 748   | 2 079 650  | 70,65% | 444 145    | 15,09% | 400 048    | 13,59% | 19 936    | 0,69% | 67 827    | 2,06% | 273 494   | 8,33% |
| Mato Grosso          | 2 094 032   | 659 771    | 42,94% | 678 614    | 44,16% | 184 339    | 12,00% | 13 869    | 0,91% | 32 728    | 1,98% | 85 891    | 5,19% |
| Mato Grosso del Sur  | 1 700 912   | 518 877    | 39,86% | 551 296    | 42,35% | 219 812    | 16,88% | 11 864    | 0,90% | 26 786    | 1,92% | 63 829    | 4,58% |
| Minas Gerais         | 14 513 934  | 5 067 399  | 46,98% | 3 317 872  | 30,76% | 2 291 502  | 21,25% | 108 815   | 1,02% | 418 468   | 3,53% | 634 386   | 5,36% |
| Pará                 | 4 763 456   | 1 699 799  | 47,93% | 1 336 887  | 37,70% | 474 841    | 13,39% | 35 057    | 0,99% | 66 727    | 1,78% | 141 361   | 3,76% |
| Paraíba              | 2 738 313   | 1 031 185  | 53,21% | 551 053    | 28,43% | 341 916    | 17,64% | 13 832    | 0,71% | 80 528    | 3,61% | 213 747   | 9,58% |
| Paraná               | 7 597 999   | 2 311 239  | 38,94% | 2 607 664  | 43,94% | 944 402    | 15,91% | 71 696    | 1,22% | 163 486   | 2,58% | 249 136   | 3,92% |
| Pernambuco           | 6 256 213   | 2 748 751  | 61,74% | 773 374    | 17,37% | 903 655    | 20,30% | 26 152    | 0,59% | 204 176   | 4,05% | 385 828   | 7,65% |
| Piauí                | 2 261 862   | 1 088 205  | 67,09% | 339 445    | 20,93% | 185 107    | 11,41% | 9284      | 0,58% | 36 380    | 2,01% | 154 903   | 8,54% |
| Río de Janeiro       | 11 584 083  | 3 739 632  | 43,76% | 1 925 166  | 22,53% | 2 693 130  | 31,52% | 187 147   | 2,19% | 368 193   | 3,85% | 659 218   | 6,89% |
| Río Grande del Norte | 2 245 135   | 846 416    | 51,76% | 460 107    | 28,14% | 313 360    | 19,16% | 15 280    | 0,93% | 75 552    | 4,02% | 166 966   | 8,89% |
| Río Grande del Sur   | 8 107 550   | 3 007 263  | 46,95% | 2 600 389  | 40,59% | 725 580    | 11,33% | 72 529    | 1,13% | 266 304   | 3,86% | 230 837   | 3,34% |
| Rondônia             | 1 078 348   | 321 464    | 40,73% | 358 389    | 45,40% | 100 292    | 12,71% | 9196      | 1,16% | 16 532    | 1,95% | 40 144    | 4,75% |
| Roraima              | 271 596     | 63 927     | 28,72% | 113 601    | 51,03% | 41 784     | 18,77% | 3309      | 1,49% | 2725      | 1,17% | 8270      | 3,54% |
| Santa Catarina       | 4 536 718   | 1 402 566  | 38,71% | 1 658 161  | 45,77% | 507 017    | 13,99% | 55 385    | 1,53% | 110 605   | 2,84% | 166 330   | 4,26% |
| São Paulo            | 30 289 723  | 8 740 949  | 37,31% | 9 524 050  | 40,66% | 4 865 828  | 20,77% | 295 472   | 1,26% | 856 433   | 3,38% | 1 027 535 | 4,06% |
| Sergipe              | 1 425 334   | 506 802    | 47,67% | 404 584    | 38,05% | 141 033    | 13,26% | 10 835    | 1,01% | 43 054    | 3,63% | 78 561    | 6,63% |
| Tocantins            | 947 906     | 362 383    | 50,98% | 198 979    | 27,99% | 146 151    | 20,56% | 3351      | 0,47% | 9951      | 1,29% | 51 829    | 6,71% |
| Total                | 135 804 433 | 47 651 434 | 46,91% | 33 132 283 | 32,61% | 19 636 359 | 19,33% | 1 170 077 | 1,15% | 3 479 340 | 3,13% | 6 124 254 | 5,51% |

#### En el exterior

Resultado de las elecciones a nivel mundial.

| Países donde Dilma Rousseff ganó la mayoría de los votos |
| Países donde Jose Serra ganó la mayoría de los votos     |
| Países donde Marina Silva ganó la mayoría de los votos   |

| País o Territorio               | Rousseff | Serra  | Silva  | Otros |        |
| ------------------------------- | -------- | ------ | ------ | ----- | ------ |
| Argelia                         | 10       | 6      | 3      | 0     | [ 64 ] |
| Angola                          | 78       | 46     | 27     | 2     | [ 64 ] |
| Argentina                       | 1 348    | 590    | 327    | 42    | [ 64 ] |
| Australia                       | 117      | 248    | 145    | 18    | [ 64 ] |
| Austria                         | 147      | 168    | 118    | 15    | [ 64 ] |
| Bélgica                         | 464      | 301    | 290    | 28    | [ 64 ] |
| Bolivia                         | 323      | 510    | 116    | 34    | [ 64 ] |
| Canadá                          | 1,067    | 1 829  | 983    | 61    | [ 64 ] |
| Cabo Verde                      | 24       | 5      | 10     | 0     | [ 64 ] |
| Chile                           | 345      | 458    | 124    | 23    | [ 64 ] |
| Hong Kong                       | 17       | 32     | 18     | 4     | [ 64 ] |
| China                           | 42       | 116    | 36     | 7     | [ 64 ] |
| Taiwan                          | 6        | 24     | 0      | 1     | [ 64 ] |
| Colombia                        | 93       | 133    | 36     | 7     | [ 64 ] |
| República del Congo             | 6        | 6      | 4      | 0     | [ 64 ] |
| República Democrática del Congo | 8        | 7      | 4      | 1     | [ 64 ] |
| Costa Rica                      | 88       | 131    | 60     | 8     | [ 64 ] |
| Costa de Marfil                 | 29       | 4      | 3      | 1     | [ 64 ] |
| Cuba                            | 195      | 11     | 14     | 7     | [ 64 ] |
| República Checa                 | 24       | 23     | 13     | 0     | [ 64 ] |
| Dinamarca                       | 126      | 68     | 67     | 10    | [ 64 ] |
| República Dominicana            | 49       | 60     | 14     | 1     | [ 64 ] |
| Timor Oriental                  | 26       | 9      | 40     | 1     | [ 64 ] |
| Ecuador                         | 95       | 94     | 22     | 4     | [ 64 ] |
| Egipto                          | 21       | 10     | 11     | 0     | [ 64 ] |
| El Salvador                     | 36       | 21     | 10     | 0     | [ 64 ] |
| Finlandia                       | 38       | 47     | 36     | 6     | [ 64 ] |
| Francia                         | 964      | 618    | 462    | 41    | [ 65 ] |
| Guayana Francesa                | 992      | 496    | 294    | 21    | [ 64 ] |
| Gabón                           | 17       | 2      | 3      | 1     | [ 64 ] |
| Alemania                        | 1 133    | 1 166  | 828    | 111   | [ 64 ] |
| Grecia                          | 112      | 69     | 20     | 7     | [ 64 ] |
| Guatemala                       | 39       | 45     | 16     | 2     | [ 64 ] |
| Guinea-Bisáu                    | 18       | 7      | 22     | 1     | [ 64 ] |
| Guyana                          | 9        | 12     | 8      | 2     | [ 64 ] |
| Honduras                        | 26       | 49     | 13     | 6     | [ 64 ] |
| Hungría                         | 33       | 23     | 10     | 6     | [ 64 ] |
| India                           | 6        | 4      | 8      | 0     | [ 64 ] |
| Indonesia                       | 1        | 6      | 2      | 0     | [ 64 ] |
| Irlanda                         | 29       | 48     | 25     | 1     | [ 64 ] |
| Israel                          | 17       | 57     | 19     | 2     | [ 66 ] |
| Italia                          | 2 804    | 1 573  | 1 006  | 206   | [ 64 ] |
| Jamaica                         | 17       | 3      | 2      | 0     | [ 64 ] |
| Japón                           | 1 726    | 3 248  | 772    | 204   | [ 64 ] |
| Jordania                        | 92       | 31     | 10     | 20    | [ 64 ] |
| Kenia                           | 5        | 4      | 6      | 0     | [ 64 ] |
| Kuwait                          | 10       | 9      | 7      | 0     | [ 64 ] |
| Líbano                          | 368      | 171    | 47     | 35    | [ 64 ] |
| Malasia                         | 7        | 16     | 8      | 0     | [ 64 ] |
| México                          | 147      | 216    | 46     | 6     | [ 64 ] |
| Marruecos                       | 9        | 1      | 4      | 0     | [ 64 ] |
| Mozambique                      | 95       | 51     | 55     | 2     | [ 64 ] |
| Países Bajos                    | 389      | 332    | 282    | 18    | [ 64 ] |
| Nueva Zelanda                   | 9        | 22     | 14     | 3     | [ 67 ] |
| Nicaragua                       | 56       | 23     | 5      | 5     | [ 64 ] |
| Nigeria                         | 7        | 13     | 0      | 0     | [ 64 ] |
| Noruega                         | 111      | 58     | 71     | 4     | [ 64 ] |
| Panamá                          | 106      | 173    | 34     | 9     | [ 64 ] |
| Paraguay                        | 1 007    | 1 067  | 185    | 30    | [ 64 ] |
| Perú                            | 127      | 193    | 56     | 18    | [ 64 ] |
| Filipinas                       | 0        | 0      | 0      | 0     | [ 64 ] |
| Polonia                         | 17       | 16     | 15     | 1     | [ 64 ] |
| Portugal                        | 4 193    | 2 153  | 1 080  | 92    | [ 64 ] |
| Catar                           | 19       | 26     | 16     | 1     | [ 64 ] |
| Rumania                         | 5        | 10     | 14     | 0     | [ 64 ] |
| Rusia                           | 8        | 11     | 7      | 6     | [ 64 ] |
| Arabia Saudita                  | 7        | 16     | 3      | 0     | [ 64 ] |
| Senegal                         | 16       | 3      | 20     | 2     | [ 64 ] |
| Serbia                          | 8        | 6      | 3      | 5     | [ 64 ] |
| Singapur                        | 12       | 105    | 17     | 3     | [ 64 ] |
| Sudáfrica                       | 78       | 101    | 66     | 9     | [ 64 ] |
| Corea del Sur                   | 6        | 20     | 2      | 1     | [ 64 ] |
| España                          | 972      | 605    | 369    | 56    | [ 64 ] |
| Surinam                         | 148      | 89     | 37     | 2     | [ 64 ] |
| Suecia                          | 287      | 189    | 133    | 15    | [ 64 ] |
| Suiza                           | 1 496    | 1 188  | 940    | 104   | [ 64 ] |
| Siria                           | 37       | 7      | 3      | 5     | [ 64 ] |
| Tailandia                       | 8        | 22     | 9      | 0     | [ 64 ] |
| Túnez                           | 2        | 7      | 8      | 1     | [ 64 ] |
| Turquía                         | 3        | 10     | 0      | 0     | [ 64 ] |
| EAU                             | 13       | 19     | 4      | 0     | [ 64 ] |
| Reino Unido                     | 1 106    | 1 152  | 782    | 70    | [ 68 ] |
| Estados Unidos                  | 6 300    | 12 820 | 6 620  | 620   | [ 64 ] |
| Uruguay                         | 409      | 289    | 152    | 30    | [ 64 ] |
| Venezuela                       | 149      | 198    | 24     | 2     | [ 64 ] |
| Palestina                       | 341      | 25     | 13     | 74    | [ 66 ] |
| Total                           | 30 950   | 33 850 | 17 208 | 2 141 | [ 64 ] |

### Segunda vuelta

#### En Brasil
| Estados donde Dilma Rousseff obtuvo la mayoría dos votos |
| Estados donde José Serra obtuvo la mayoría dos votos     |

| Estado               | Registrados | Dilma      | %      | Serra      | %      | Blancos   | %      | Nulos     | %     |
| -------------------- | ----------- | ---------- | ------ | ---------- | ------ | --------- | ------ | --------- | ----- |
| Acre                 | 470.560     | 96.969     | 30,33% | 222.766    | 69,67% | 3 563     | 1,06%  | 12 585    | 3,75% |
| Alagoas              | 2.033.518   | 737.236    | 53,63% | 637.368    | 46,37% | 32.120    | 2,15%  | 89.922    | 6,01% |
| Amapá                | 420.349     | 198.644    | 62,66% | 118.360    | 37,34% | 4.443     | 1,31%% | 17.106    | 5,05% |
| Amazonas             | 2.028.239   | 1 141.607  | 80,57% | 275.333    | 19,43% | 30.369    | 2,05%  | 37.204    | 2,51% |
| Bahía                | 9.544.691   | 4.737.079  | 70,85% | 1.948.584  | 29,15% | 146.826   | 2,05%  | 342.716   | 4,78% |
| Ceará                | 5.878.192   | 3.288.570  | 77,35% | 962.729    | 22,65% | 91.042    | 2,01%  | 177.247   | 3,92% |
| Espírito Santo       | 2.522.072   | 924.046    | 49,17% | 955.423    | 50,83% | 52.573    | 2,64%  | 62.285    | 3,12% |
| Distrito Federal     | 1.834.135   | 708.674    | 52,81% | 633.299    | 47,19% | 45.821    | 3,10%  | 92.195    | 6,23% |
| Goiás                | 4.059.028   | 1.446.178  | 49,25% | 1.490.368  | 50,75% | 61.595    | 1,95%  | 159.963   | 5,07% |
| Maranhão             | 4.320.922   | 2.294.146  | 79,09% | 606.449    | 20,91% | 41.114    | 1,35%  | 103.364   | 3,39% |
| Mato Grosso          | 2.094.105   | 729.747    | 48,89% | 762.905    | 51,11% | 20.082    | 1,30%  | 35.725    | 2,31% |
| Mato Grosso del Sur  | 1.700.979   | 555.283    | 44,87% | 682.305    | 55,13% | 19.080    | 1,48%  | 33.765    | 2,62% |
| Minas Gerais         | 14.514.385  | 6.220.125  | 58,45% | 4.422.294  | 41,55% | 297.028   | 2,59%  | 529.422   | 4,62% |
| Pará                 | 4.763.592   | 1.791.443  | 53,20% | 1.576.154  | 46,80% | 40.412    | 1,16%  | 79.571    | 2,28% |
| Paraíba              | 2.738.389   | 1.229.391  | 61,55% | 767.919    | 38,45% | 53.447    | 2,41%  | 166.383   | 7,50% |
| Paraná               | 7.598.134   | 2.593.086  | 44,56% | 3.226.216  | 55,44% | 112.620   | 1,84%  | 174.761   | 2,86% |
| Pernambuco           | 6.256.384   | 3.457.953  | 75,65% | 1.113.235  | 24,35% | 133.692   | 2,74%  | 177.561   | 3,64% |
| Piauí                | 2.261.931   | 1.112.380  | 69,98% | 477.092    | 30,02% | 26.645    | 1,53%  | 128.569   | 7,37% |
| Río de Janeiro       | 11.584.435  | 4.934.077  | 60,48% | 3.223.891  | 39,52% | 313.497   | 3,43%  | 676.712   | 7,40% |
| Río Grande del Norte | 2.245.194   | 979.772    | 59,54% | 665.726    | 40,46% | 40.639    | 2,31%  | 75.128    | 4,27% |
| Río Grande del Sur   | 8.107.785   | 3.117.761  | 49,06% | 3.237.207  | 50,94% | 148.409   | 2,22%  | 168.223   | 2,52% |
| Rondônia             | 1.078.402   | 347.138    | 47,37% | 385.735    | 52,63% | 12.997    | 1,62%  | 56.082    | 6,99% |
| Roraima              | 271.603     | 71.280     | 33,44% | 141.896    | 66,56% | 2.507     | 1,13%  | 5.996     | 2,70% |
| Santa Catarina       | 4.536.829   | 1.556.226  | 43,39% | 2.030.135  | 56,61% | 67.252    | 1,78%  | 116.970   | 3,10% |
| São Paulo            | 30.290.443  | 10.462.447 | 45,95% | 12.308.483 | 54,05% | 618.538   | 2,53%  | 1.099.361 | 4,49% |
| Sergipe              | 1.425.359   | 568.862    | 53,56% | 493.280    | 46,44% | 23.787    | 2,10%  | 44.462    | 3,93% |
| Tocantins            | 947.928     | 391.279    | 58,88% | 273.306    | 41,12% | 9.455     | 1,36%  | 22.523    | 3,23% |
| Total                | 135.804.433 | 55.752.529 | 56,05% | 43.711.388 | 43,95% | 2.452.597 | 2,30%  | 4.689.428 | 4,40% |

#### Por Municipio[69]

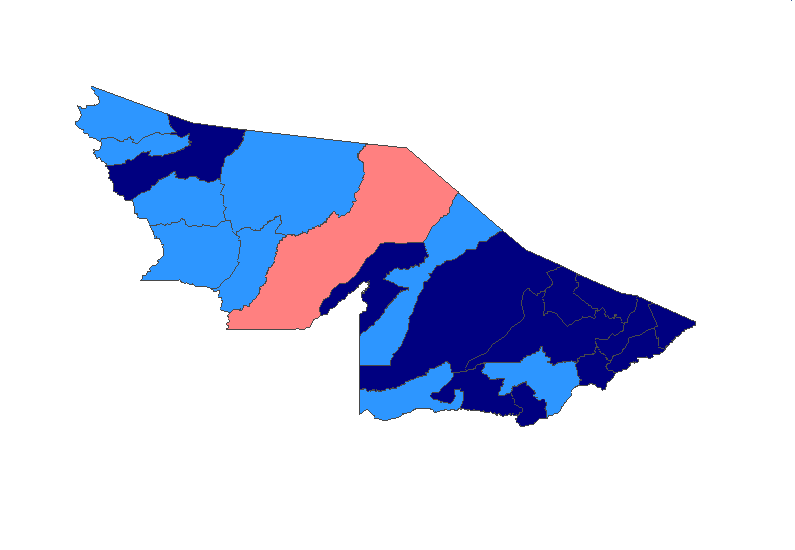
Acre
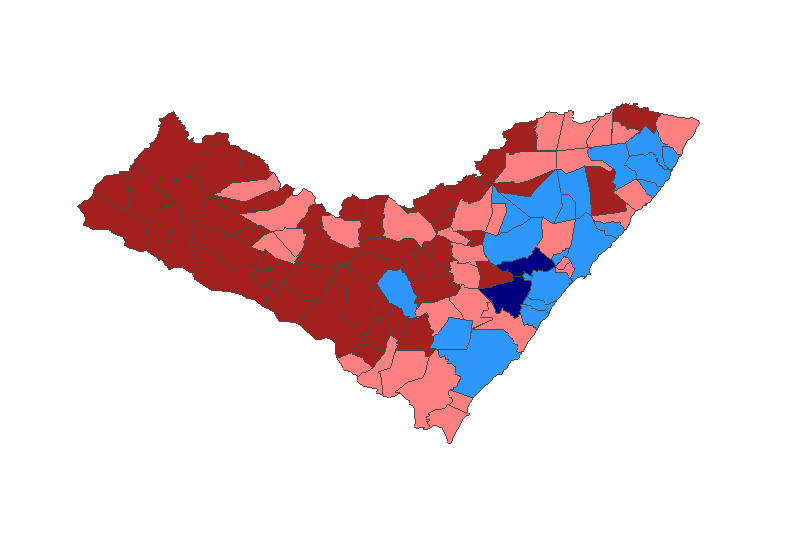
Alagoas
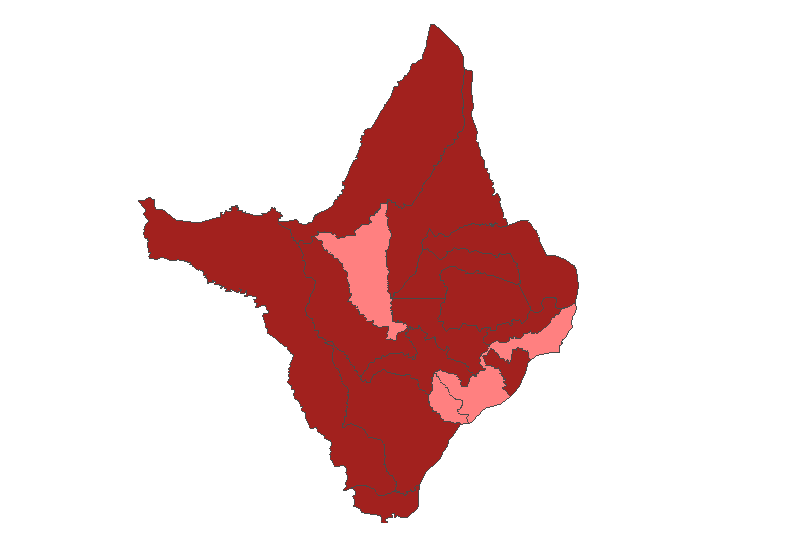
Amapá
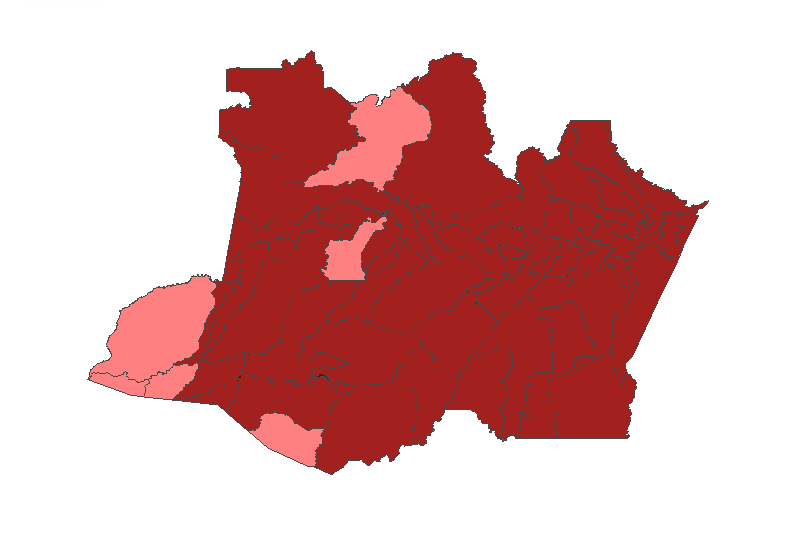
Amazonas
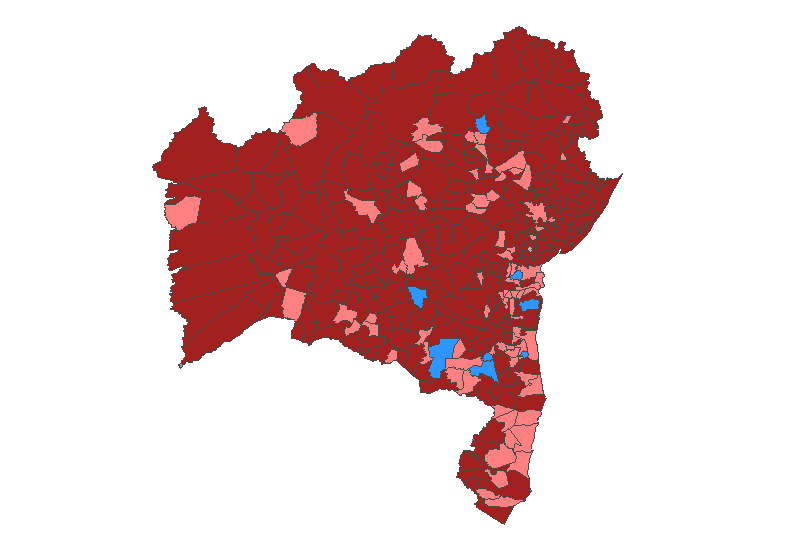
Bahia
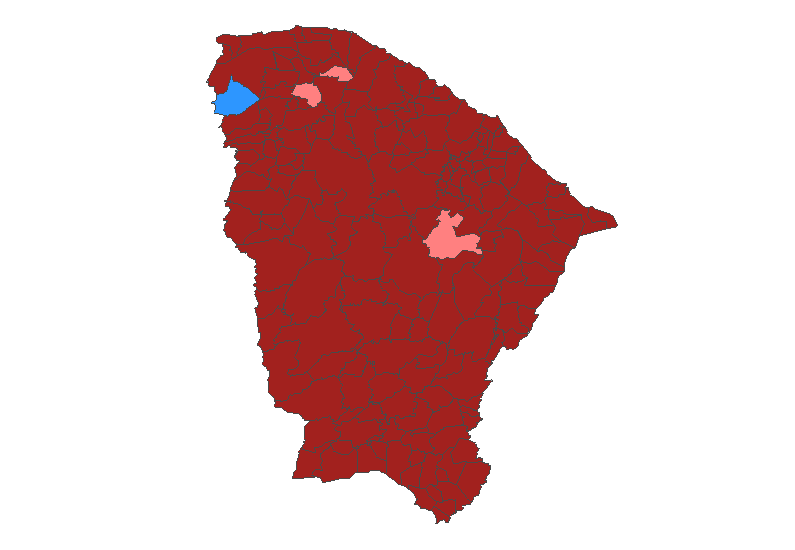
Ceará
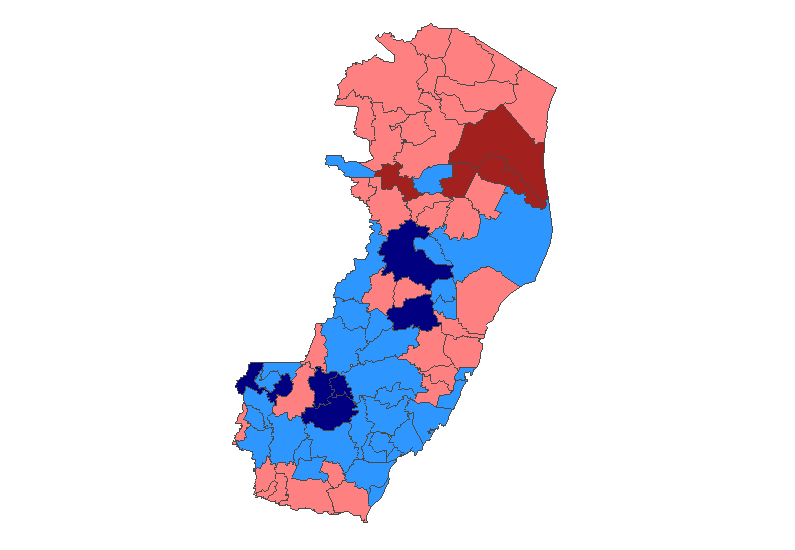
Espírito Santo
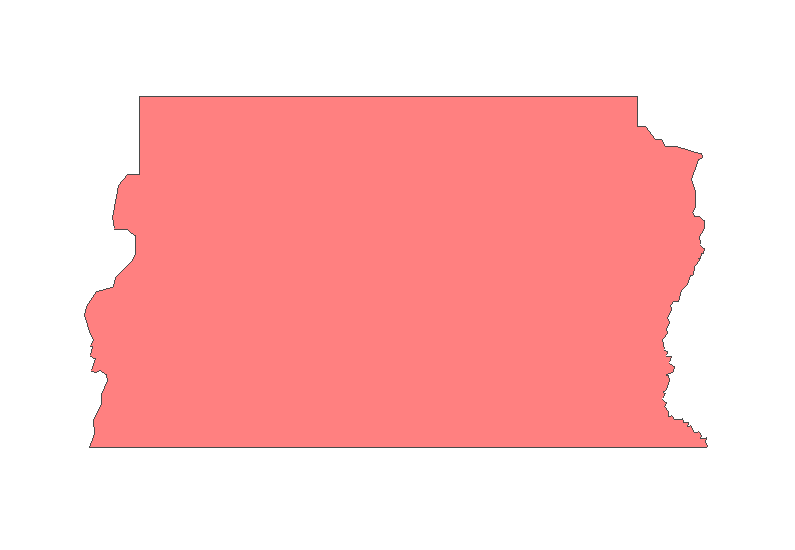
Distrito Federal
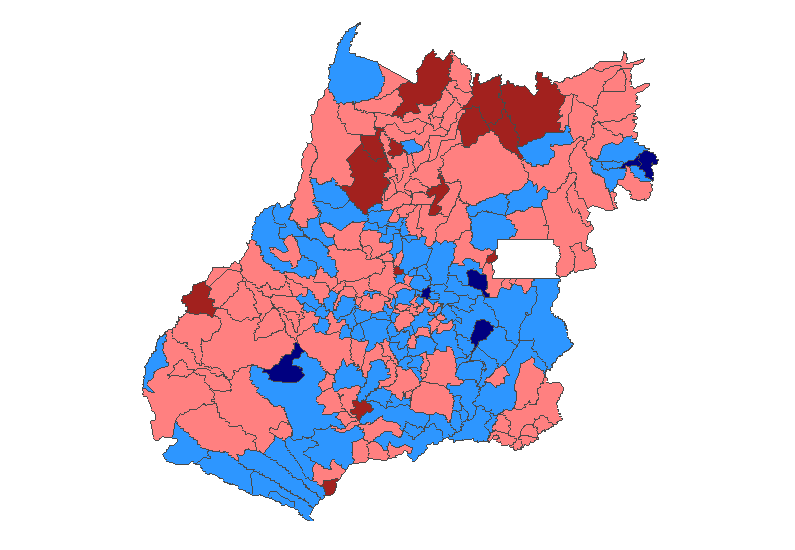
Goiás
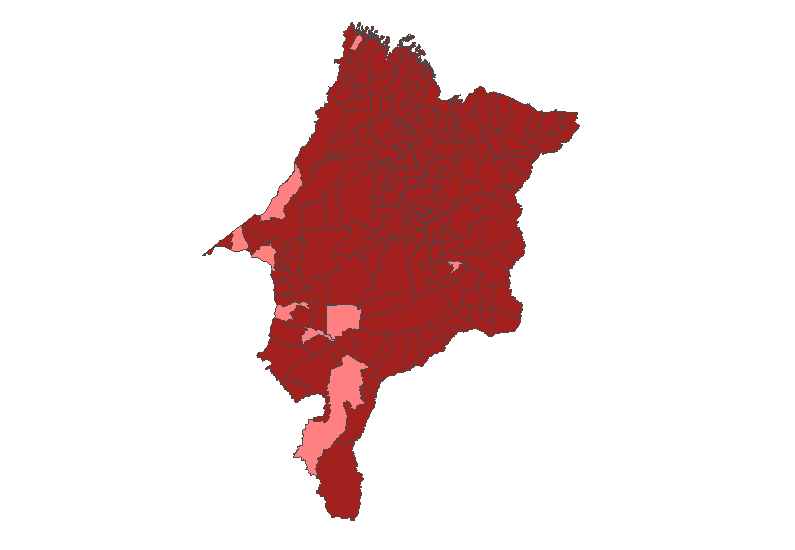
Maranhão
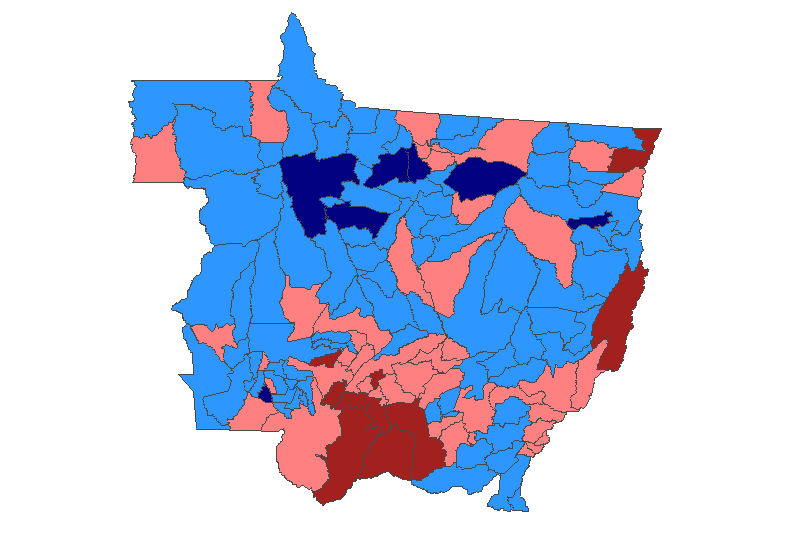
Mato Grosso
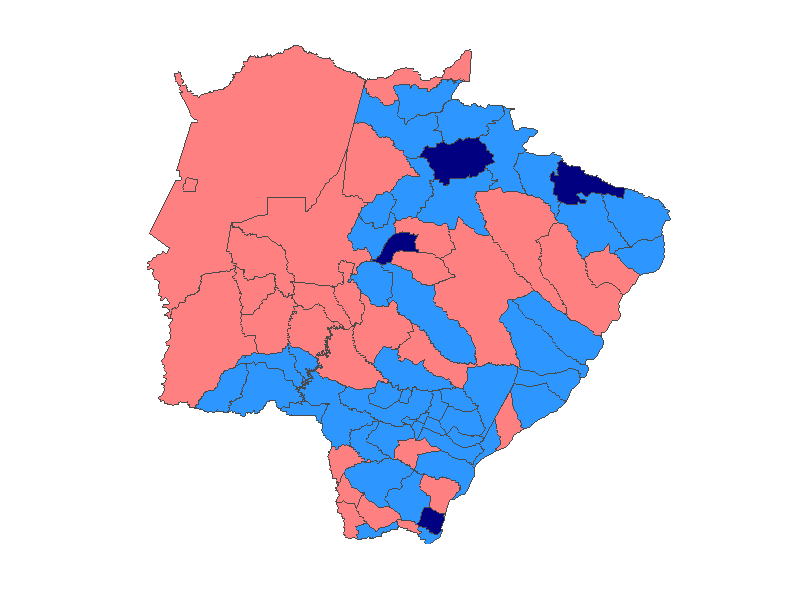
Mato Grosso do Sul
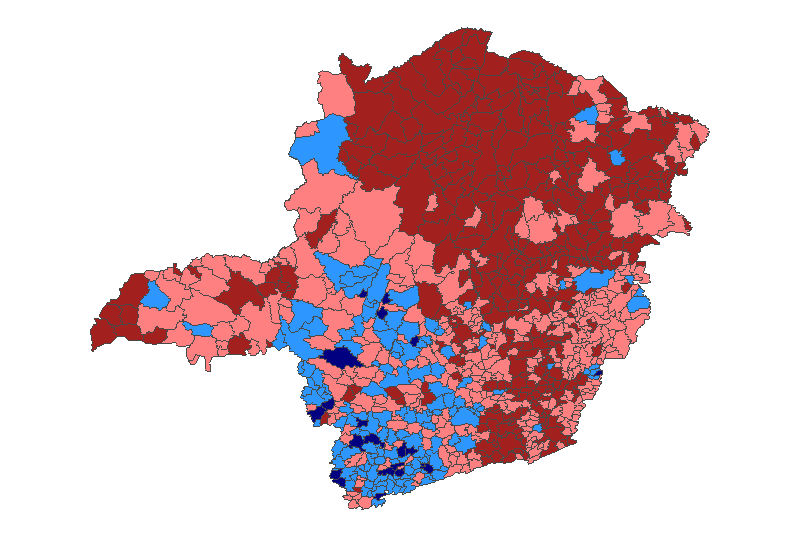
Minas Gerais
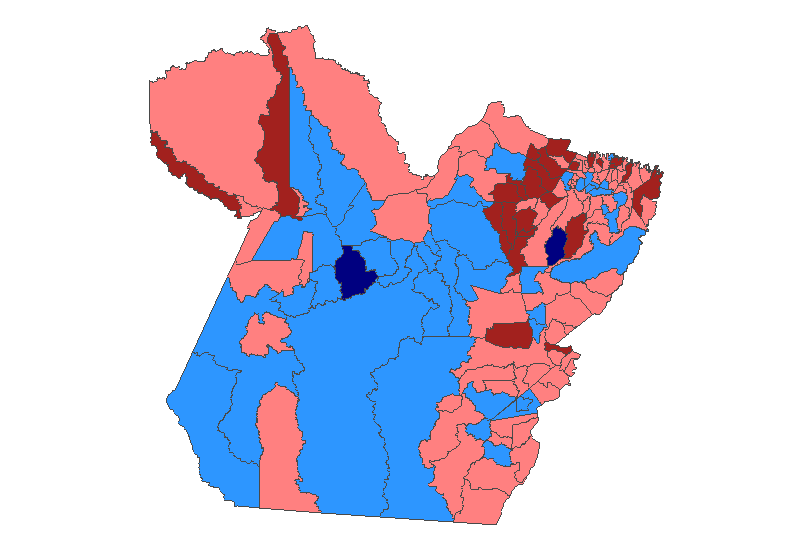
Pará
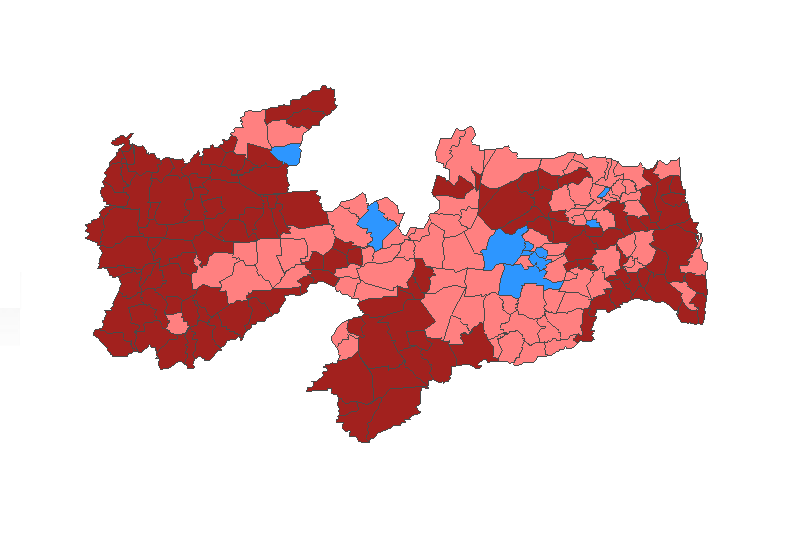
Paraíba
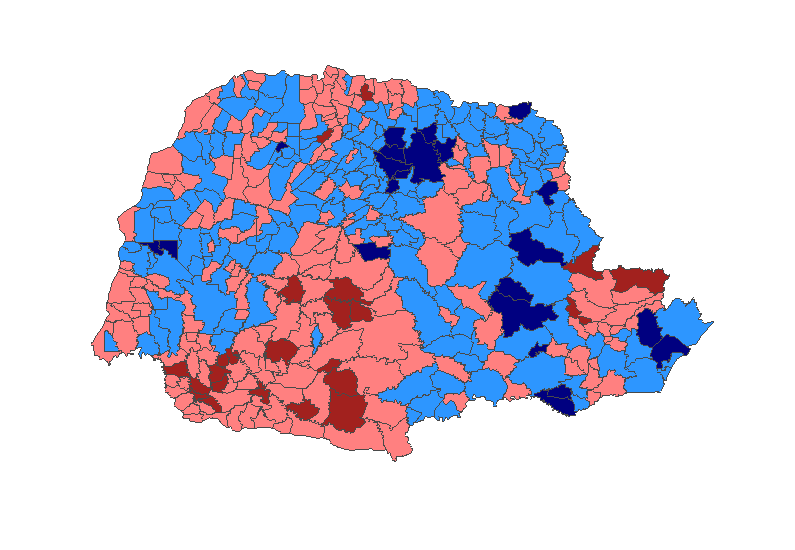
Paraná
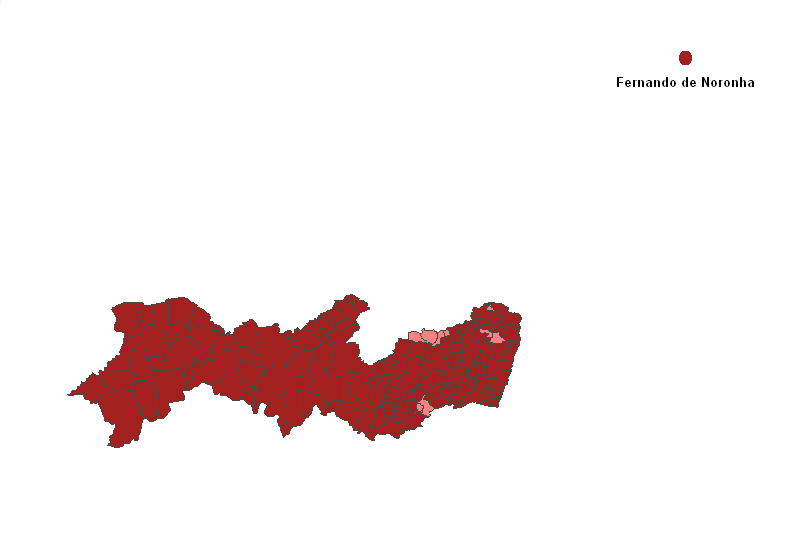
Pernambuco
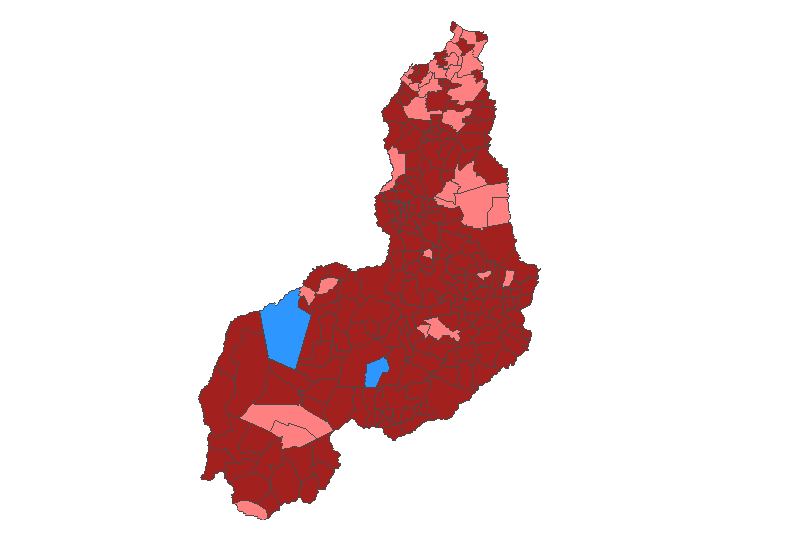
Piauí
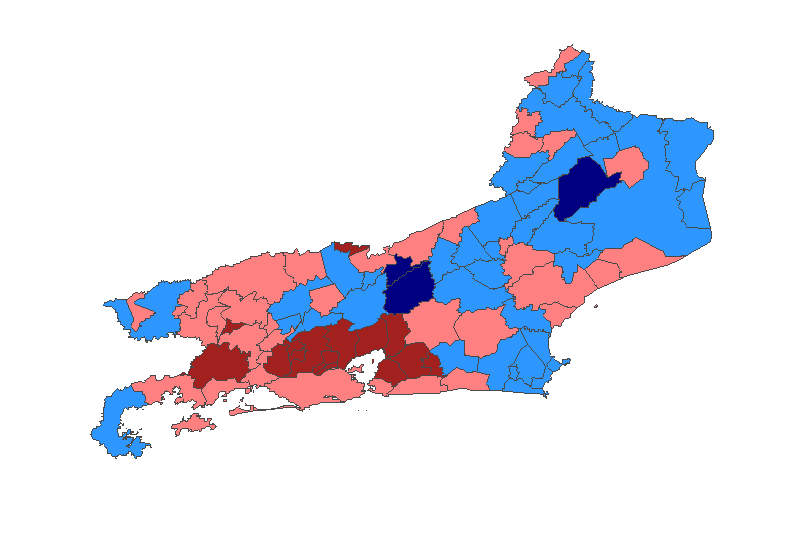
Rio de Janeiro
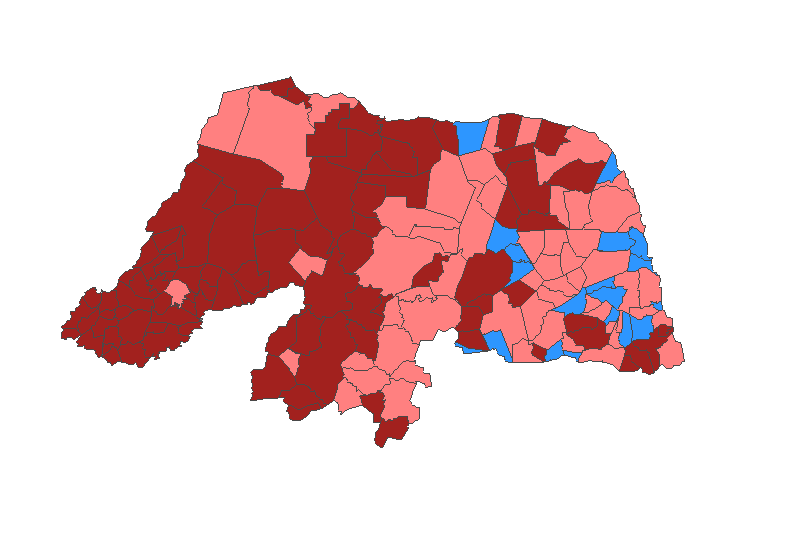
Rio Grande do Norte
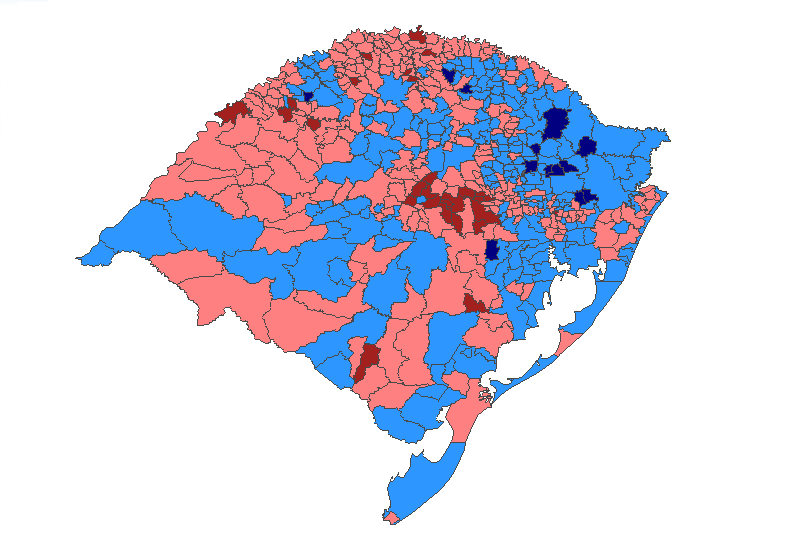
Rio Grande do Sul
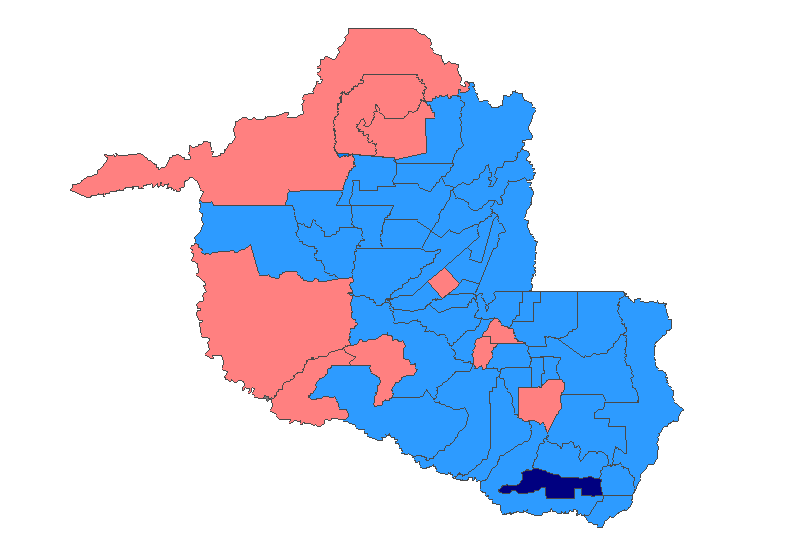
Rondônia
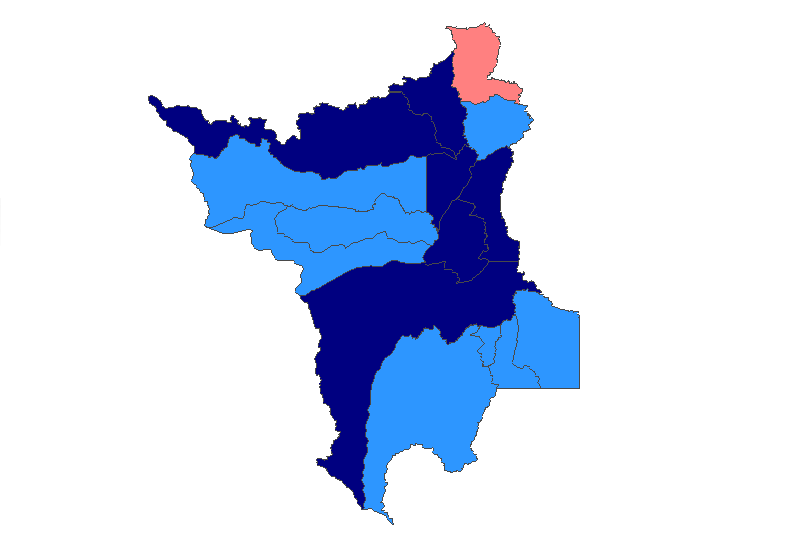
Roraima
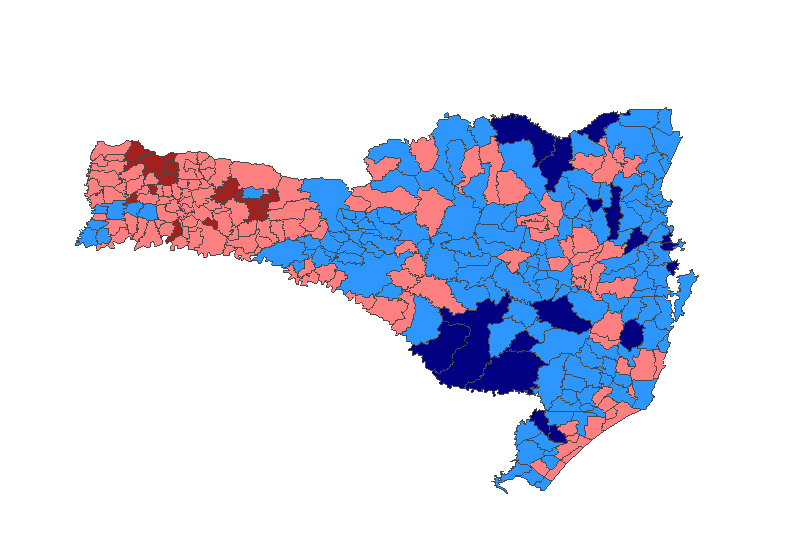
Santa Catarina
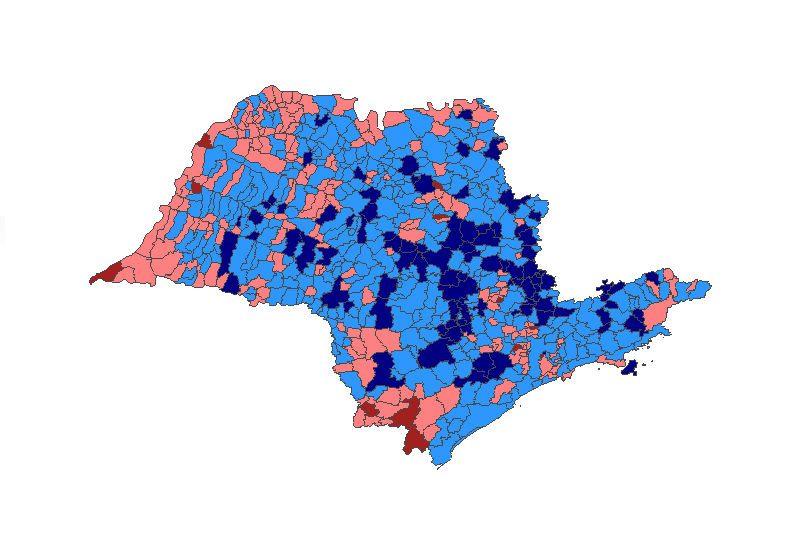
São Paulo
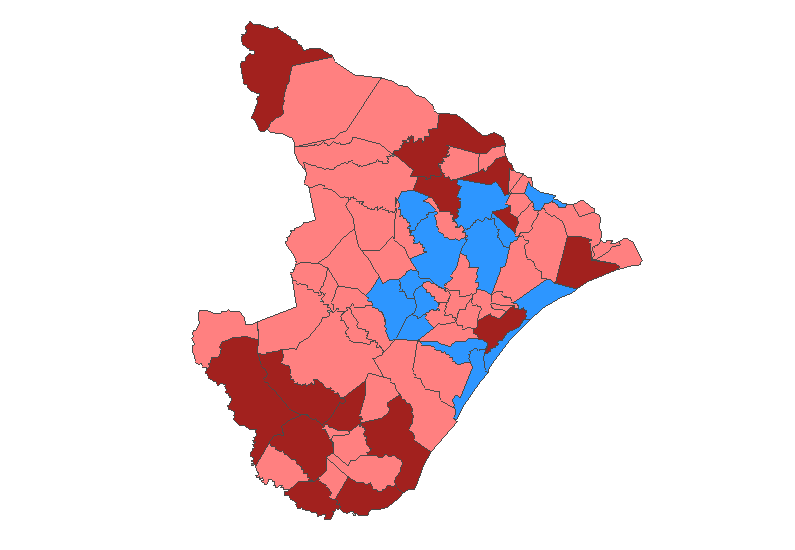
Sergipe
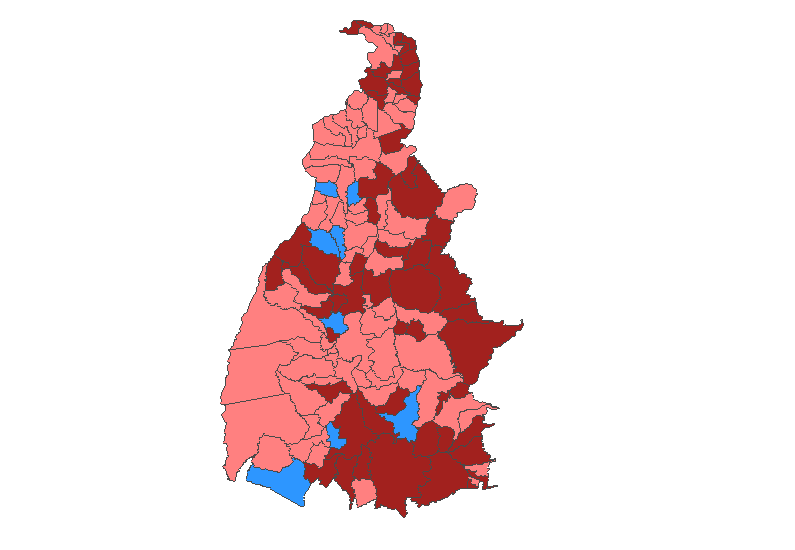
Tocantins

## Elecciones legislativas
En 2010, 22 de los 27 partidos políticos de Brasil eligieron al menos un representante a la Cámara, mientras que 15 de ellos eligieron al menos un Senador.
Como resultado de la llamada "ola roja", el Partido de los Trabajadores (PT) se convirtió en el mayor partido de la Cámara por primera vez en la historia, eligiendo el presidente de la misma. Los partidos que integraron con él la coalición Para que Brasil siga cambiando, eligieron 311 diputados. El único partido de esta coalición que perdió curules en la Cámara fue el Partido del Movimiento Democrático Brasileño (PMDB), mientras que el Partido de la República (PR) tuvo el mayor incremento, eligiendo 16 diputados más que en 2006. En el Senado, la coalición gobiernista conquistó 39 curules, contra 10 de la oposición liderada por el Partido de la Social Democracia Brasileña (PSDB). El PT recibió una votaci´n histórica, eligiendo 12 Senadores, convirtiéndose en el segundo mayor partido del Senado, atrás apenas del PMDB. Los otros partidos de la coalición no tuvieron avances significativos en el Senado, excepto el Partido Comunista del Brasil (PCdoB), que eligió la primera mujer senadora comunista de la historia (Vanessa Grazziotin del Amazonas).
El bloque de oposición sufrió grandes pérdidas en ambas cámaras. Los Demócratas (DEM), que eran el segundo mayor partido en el Senado, descendieron a la carta posición, manteniendo el control de apenas seis curules a partir de 2010, igual cantidad que el Partido Laborista Brasileño (PTB), de la mesma coalizción. Este partido también registró una derrota en la Cámara, en la cual perdión 22 curules, mientras que su principal aliado, el PSDB perdió 13. En total, los partidos que integraran la coalición opositora El Brasil puede más perdieron el control de 44 curules en la Cámara e 11 no Senado.
En la oposición de izquierda, el Partido Socialismo y Libertad (PSOL) eligió dos Senadores, aumentando una curul, mientras que mantuvo sus tres representantes en la Cámara. El Partido Verde (PV) incrementó en dos sus curules en la Cámara, pero perdió la única que tenía en el Senado.

Resultado por estado en las elecciones al Senado Federal de 2010.

### Senado Federal
| Partido                      | Partido                                                 | Votos       | %      | Electos | Total | +/–   |
| ---------------------------- | ------------------------------------------------------- | ----------- | ------ | ------- | ----- | ----- |
|                              | Partido de los Trabajadores (PT)                        | 39.410.141  | 23,12  | 11      | 14    | +4    |
|                              | Partido de la Social Democracia Brasileña (PSDB)        | 30.903.736  | 18,14  | 5       | 11    | –3    |
|                              | Partido del Movimiento Democrático Brasileño (PMDB)     | 23.998.949  | 14,08  | 16      | 20    | +4    |
|                              | Partido Comunista de Brasil (PCdoB)                     | 12.561.716  | 7,37   | 1       | 2     | +1    |
|                              | Demócratas (DEM)                                        | 10.225.883  | 6,00   | 2       | 6     | –12   |
|                              | Partido Progresista (PPB)                               | 9.170.015   | 5,38   | 4       | 5     | +4    |
|                              | Partido Laborista Brasileño (PTB)                       | 7.999.589   | 4,69   | 1       | 6     | +2    |
|                              | Partido Popular Socialista (PPS)                        | 6.766.517   | 3,97   | 1       | 1     | +1    |
|                              | Partido Socialista Brasileño (PSB)                      | 6.129.463   | 3,60   | 3       | 3     | –     |
|                              | Partido Verde (PV)                                      | 5.047.797   | 2,96   | 0       | 0     | –1    |
|                              | Partido de la República (PR)                            | 4.649.024   | 2,73   | 3       | 4     | +1    |
|                              | Partido Republicano Brasileño (PRB)                     | 3.332.886   | 1,96   | 1       | 1     | +1    |
|                              | Partido Socialismo y Libertad (PSOL)                    | 3.041.854   | 1,78   | 2       | 2     | +1    |
|                              | Partido Democrático Laborista (PDT)                     | 2.431.940   | 1,43   | 2       | 4     | –1    |
|                              | Partido Laborista de Brasil (PTdoB)                     | 1.480.846   | 0,87   | 0       | 0     | –     |
|                              | Partido Social Cristiano (PSC)                          | 1.247.157   | 0,73   | 1       | 1     | +1    |
|                              | Partido Social Liberal (PSL)                            | 446.517     | 0,26   | 0       | 0     | –     |
|                              | Partido Socialista de los Trabajadores Unificado (PSTU) | 436.192     | 0,26   | 0       | 0     | –     |
|                              | Partido Humanista de la Solidaridad (PHS)               | 305.793     | 0,18   | 0       | 0     | –     |
|                              | Partido Laborista Cristiano (PTC)                       | 282.629     | 0,17   | 0       | 0     | –     |
|                              | Partido de la Movilización Nacional (PMN)               | 241.321     | 0,14   | 1       | 1     | +1    |
|                              | Partido Comunista Brasileño (PCB)                       | 146.627     | 0,09   | 0       | 0     | –     |
|                              | Partido Renovador Laborista Brasileño (PRTB)            | 74.478      | 0,04   | 0       | 0     | –     |
|                              | Partido Socialdemócrata Cristiano (PSDC)                | 73.227      | 0,04   | 0       | 0     | –     |
|                              | Partido de la Causa Obrera (PCO)                        | 21.263      | 0,01   | 0       | 0     | –     |
|                              | Partido Laborista Nacional (PTN)                        | 6.013       | 0,00   | 0       | 0     | –     |
|                              |                                                         |             |        |         |       |       |
| Votos válidos                | Votos válidos                                           | 59.392.889  | 54.49  | –       | –     | –     |
| Votos en blanco              | Votos en blanco                                         | 19,541,016  | 17.60  | –       | –     | –     |
| Votos nulos                  | Votos nulos                                             | 32,104,779  | 28.91  | –       | –     | –     |
| Total                        | Total                                                   | 111.038.684 | 100.00 | 54      | 81    | 0     |
| Registrados/Participación    | Registrados/Participación                               | 135.523.622 | 81,93  | -1,34   | -1,34 | -1,34 |
| Fuente: Recursos Electorales |                                                         |             |        |         |       |       |

### Senadores electos

Partido ganador por estado en las elecciones a la Cámara de Diputados de 2010.

| Bandera | Estado               | UF | Senadores                                | Partido    | Suplentes                                |
| ------- | -------------------- | -- | ---------------------------------------- | ---------- | ---------------------------------------- |
|         | Acre                 | AC | Jorge Viana Sérgio Petecão               | PT PMN     | Nilson Mourão Fernando Lage              |
|         | Alagoas              | AL | Benedito de Lira Renan Calheiros         | PP PMDB    | Givago Tenorio Fábio Farias              |
|         | Amapá                | AP | Randolfe Rodrigues João Capiberibe       | PSOL PSB   | Clécio Geova                             |
|         | Amazonas             | AM | Eduardo Braga Vanessa Grazziotin         | PMDB PCdoB | Sandra Braga Francisco Garcia            |
|         | Bahía                | BA | Walter Pinheiro Lídice da Mata           | PT PSB     | Roberto Muniz Nestor Duarte              |
|         | Ceará                | CE | Eunício Oliveira José Pimentel           | PMDB PT    | Catanho Sergio Novais                    |
|         | Distrito Federal     | DF | Cristovam Buarque Rodrigo Rollemberg     | PDT PSB    | Wilmar Lacerda Hélio Jose                |
|         | Espírito Santo       | ES | Ricardo Ferraço Magno Malta              | PMDB PR    | Sergio de Castro Paulo Antenor           |
|         | Goiás                | GO | Demóstenes Torres Lúcia Vânia            | DEM PSDB   | Wilder Morais Ione Borges                |
|         | Maranhão             | MA | Edison Lobão João Alberto                | PMDB       | Lobão Filho Clóvis Fecury                |
|         | Mato Grosso          | MT | Blairo Maggi Pedro Taques                | PR PDT     | Cidinho Medeiros                         |
|         | Mato Grosso del Sur  | MS | Delcídio Amaral Waldemir Moka            | PT PMDB    | Pedro Chaves Antonieta Trad              |
|         | Minas Gerais         | MG | Aécio Neves Itamar Franco                | PSDB PPS   | Elmiro Nascimento Zezé Perrella          |
|         | Pará                 | PA | Flexa Ribeiro Marinor Brito              | PSDB PSOL  | Nicias Ribeiro Dida Pantoja              |
|         | Paraíba              | PB | Vital do Rêgo Filho Cássio Cunha Lima    | PMDB PSDB  | Raimundo Lira Deca                       |
|         | Paraná               | PR | Gleisi Helena Hoffmann Roberto Requião   | PT PMDB    | Sérgio de Souza Chico Simeão             |
|         | Pernambuco           | PE | Armando Monteiro Humberto Costa          | PTB PT     | Douglas Cintra Joaquim Francisco         |
|         | Piauí                | PI | Wellington Dias Ciro Nogueira            | PT PP      | Regina Sousa João Claudino               |
|         | Río de Janeiro       | RJ | Lindbergh Farias Marcelo Crivella        | PT PRB     | Olney Botelho Eduardo Lopes              |
|         | Río Grande del Norte | RN | Garibaldi Alves Filho José Agripino Maia | PMDB DEM   | Paulo Davim João Faustino                |
|         | Río Grande del Sur   | RS | Paulo Paim Ana Amélia Lemos              | PT PP      | Veridiana Tonini Wenzel                  |
|         | Rondonia             | RO | Valdir Raupp Ivo Cassol                  | PMDB PP    | Tomaz Correia Reditário Cassol           |
|         | Roraima              | RR | Romero Jucá Ângela Portela               | PMDB PT    | Wirlande da Luz Nagib Lima               |
|         | Santa Catarina       | SC | Luiz Henrique da Silveira Paulo Bauer    | PMDB PSDB  | Dalírio Beber Cesar Souza                |
|         | São Paulo            | SP | Aloysio Nunes Marta Suplicy              | PSDB PT    | Airton Sandoval Antonio Carlos Rodrigues |
|         | Sergipe              | SE | Eduardo Amorim Antônio Carlos Valadares  | PSC PSB    | Laurinho da Bomfim Zé Eduardo            |
|         | Tocantins            | TO | João Ribeiro Vicentinho Alves            | PR         | Ataídes de Oliveira João Costa           |

### Cámara de Diputados
| Partido                            | Partido                                                 | Votos       | %      | Escaños | +/–   |
| ---------------------------------- | ------------------------------------------------------- | ----------- | ------ | ------- | ----- |
|                                    | Partido de los Trabajadores (PT)                        | 16.289.199  | 16,85  | 88      | +5    |
|                                    | Partido del Movimiento Democrático Brasileño (PMDB)     | 12.537.252  | 12,98  | 78      | –11   |
|                                    | Partido de la Social Democracia Brasileña (PSDB)        | 11.477.380  | 11,88  | 54      | –11   |
|                                    | Partido de la República (PR)                            | 7.311.655   | 7,57   | 42      | +17   |
|                                    | Demócratas (DEM)                                        | 7.301.171   | 7,57   | 43      | –22   |
|                                    | Partido Socialista Brasileño (PSB)                      | 6.851.053   | 7,09   | 34      | +7    |
|                                    | Partido Progresista (PPB)                               | 6.330.062   | 6,55   | 41      | –1    |
|                                    | Partido Democrático Laborista (PDT)                     | 4.854.602   | 5,03   | 28      | +4    |
|                                    | Partido Laborista Brasileño (PTB)                       | 4.038.239   | 4,18   | 21      | –1    |
|                                    | Partido Verde (PV)                                      | 3.710.366   | 3,84   | 15      | +2    |
|                                    | Partido Social Cristiano (PSC)                          | 3.072.546   | 3,18   | 17      | +8    |
|                                    | Partido Comunista de Brasil (PCdoB)                     | 2.748.290   | 2,85   | 15      | +2    |
|                                    | Partido Popular Socialista (PPS)                        | 2.536.809   | 2,63   | 12      | –9    |
|                                    | Partido Republicano Brasileño (PRB)                     | 1.633.500   | 1,69   | 7       | +6    |
|                                    | Partido Socialismo y Libertad (PSOL)                    | 1.142.737   | 1,18   | 3       | –     |
|                                    | Partido de la Movilización Nacional (PMN)               | 1.086.705   | 1,13   | 4       | +1    |
|                                    | Partido Humanista de la Solidaridad (PHS)               | 764.412     | 0,79   | 2       | –     |
|                                    | Partido Laborista de Brasil (PTdoB)                     | 642.422     | 0,67   | 3       | +2    |
|                                    | Partido Laborista Cristiano (PTC)                       | 595.431     | 0,62   | 1       | –3    |
|                                    | Partido Social Liberal (PSL)                            | 499.963     | 0,52   | 1       | +1    |
|                                    | Partido Renovador Laborista Brasileño (PRTB)            | 307.925     | 0,32   | 2       | +2    |
|                                    | Partido Republicano Progresista (PRP)                   | 307.188     | 0,32   | 2       | +2    |
|                                    | Partido Socialdemócrata Cristiano (PSDC)                | 191.835     | 0,20   | 0       | –     |
|                                    | Partido Laborista Nacional (PTN)                        | 182.926     | 0,19   | 0       | –     |
|                                    | Partido Socialista de los Trabajadores Unificado (PSTU) | 102.120     | 0,11   | 0       | –     |
|                                    | Partido Comunista Brasileño (PCB)                       | 57.563      | 0,06   | 0       | –     |
|                                    | Partido de la Causa Obrera (PCO)                        | 6.660       | 0,00   | 0       | –     |
|                                    |                                                         |             |        |         |       |
| Votos válidos                      | Votos válidos                                           | 96,580,011  | 86.98  | –       | –     |
| Votos en blanco                    | Votos en blanco                                         | 7,506,834   | 6.76   | –       | –     |
| Votos nulos                        | Votos nulos                                             | 6,951,838   | 6.26   | –       | –     |
| Total                              | Total                                                   | 111.038.684 | 100.00 | 513     | 0     |
| Votantes registrados/participación | Votantes registrados/participación                      | 135.523.622 | 81,93  | -1,34   | -1,34 |
| Fuente: Recursos Electorales       |                                                         |             |        |         |       |

## Elecciones estatales

### Gobernadores electos
| Bandera | Estado               | UF | Gobernador              | Partido | Vicegobernador                      | Coalición                                                                          |
| ------- | -------------------- | -- | ----------------------- | ------- | ----------------------------------- | ---------------------------------------------------------------------------------- |
|         | Acre                 | AC | Tião Viana              | PT      | Cesar Messias                       | PT, PP, PR, PSB, PDT, PTB, PV, PCdoB, PRB, PTC, PHS, PRP, PSDC y PTN               |
|         | Alagoas              | AL | Teotônio Vilela Filho   | PSDB    | Nonô                                | PSDB, DEM, PP, PSB, PPS y PSC                                                      |
|         | Amapá                | AP | Camilo Capiberibe       | PSB     | Doralice Nascimento de Souza        | PSB y PT                                                                           |
|         | Amazonas             | AM | Omar Aziz               | PMN     | José Melo de Oliveira               | PMN, PMDB, DEM, PP, PTB, PCdoB, PSC, PRB, PTC, PHS, PRP, PRTB y PTN                |
|         | Bahía                | BA | Jaques Wagner           | PT      | Otto Alencar                        | PT, PP, PSB, PDT, PCdoB, PRB, PHS y PSL                                            |
|         | Ceará                | CE | Cid Gomes               | PSB     | Domingos Filho                      | PSB, PMDB, PT, PDT, PCdoB, PSC y PRB                                               |
|         | Distrito Federal     | DF | Agnelo Queiroz          | PT      | Nelson Tadeu Filippelli             | PT, PMDB, PSB, PDT, PTB, PPS, PCdoB, PRB, PTC, PHS y PRP                           |
|         | Espírito Santo       | ES | José Renato Casagrande  | PSB     | Givaldo Vieira da Silva             | PSB, PT, PMDB, PP, PR, PDT, PV, PCdoB, PSC, PRB, PTC, PHS, PTdoB, PRP, PSDC y PTN  |
|         | Goiás                | GO | Marconi Perillo         | PSDB    | José Eliton                         | PSDB, DEM, PTB, PPS, PRB, PTC, PMN, PHS, PTdoB, PRTB y PSL                         |
|         | Maranhão             | MA | Roseana Sarney          | PMDB    | Joaquim Washington Luiz de Oliveira | PMDB, PT, DEM, PP, PR, PTB, PV, PSC, PRB, PMN, PHS, PTdoB, PRP, PRTB, PSL y PTN    |
|         | Mato Grosso          | MT | Silval Barbosa          | PMDB    | Chico Daltro                        | PMDB, PT, PR, PP, PCdoB, PSC, PRB, PTC, PHS, PRP y PTN                             |
|         | Mato Grosso del Sur  | MS | André Puccinelli        | PMDB    | Simone Tebet                        | PMDB, PSDB, DEM, PR, PSB, PTB, PPS, PRB, PTC, PMN, PHS, PTdoB, PRTB y PTN          |
|         | Minas Gerais         | MG | Antônio Anastasia       | PSDB    | Alberto Pinto Coelho                | PSDB, PP, DEM, PR, PSB, PDT, PTB, PPS, PSC, PMN, PSDC y PSL                        |
|         | Pará                 | PA | Simão Jatene            | PSDB    | Helenilson Pontes                   | PSDB, PPS, DEM, PMN, PRP, PRTB y PSDC                                              |
|         | Paraíba              | PB | Ricardo Coutinho        | PSB     | Rômulo Gouveia                      | PSB, PSDB, DEM, PDT, PPS, PV, PTC, PRP y PTN                                       |
|         | Paraná               | PR | Beto Richa              | PSDB    | Flavio Arns                         | PSDB, DEM, PP, PSB, PTB, PPS, PRB, PTC, PMN, PHS, PRP, PSDC, PSL y PTN             |
|         | Pernambuco           | PE | Eduardo Campos          | PSB     | João Lyra                           | PSB, PDT, PT, PP, PR, PTB, PCdoB, PSC, PRB, PTC, PHS, PTdoB, PRP, PSDC y PSL       |
|         | Piauí                | PI | Wilson Martins          | PSB     | Moraes Souza                        | PSB, PMDB, PT, PR, PCdoB, PRB, PRP y PTN                                           |
|         | Río de Janeiro       | RJ | Sérgio Cabral Filho     | PMDB    | Luiz Fernando Pezão                 | PMDB, PT, PP, PSB, PDT, PTB, PCdoB, PSC, PMN, PTC, PHS, PRP, PRTB, PSDC, PSL y PTN |
|         | Río Grande del Norte | RG | Gerson Rezende          | PSDB    | Clésio Andrade                      | PSDB, DEM, PMN, PSDC, PSC, PSL, PTN, PHS, PTdoB, PDT, PR, PPS y PRTB               |
|         | Río Grande del Sur   | RS | Tarso Genro             | PT      | Beto Grill                          | PT, PSB, PR y PCdoB                                                                |
|         | Rondonia             | RO | Confucio Moura          | PMDB    | Airton Gurgacz                      | PMDB, PDT, DEM, PCdoB y PRTB                                                       |
|         | Roraima              | RR | José de Anchieta Júnior | PSDB    | Chico Rodrigues                     | PSDB, DEM, PMDB, PR, PPS y PTN                                                     |
|         | Santa Catarina       | SC | Raimundo Colombo        | DEM     | Eduardo Pinho Moreira               | DEM, PMDB, PSDB, PTB, PPS, PSC, PTC y PSL                                          |
|         | São Paulo            | SP | Geraldo Alckmin         | PSDB    | Guilherme Afif Domingos             | PSDB, DEM, PMDB, PPS, PSC, PMN y PHS                                               |
|         | Sergipe              | SE | Marcelo Déda            | PT      | Jackson Barreto                     | PT, PMDB, PR, PSB, PDT, PCdoB, PSC, PRB, PTC y PSL                                 |
|         | Tocantins            | TO | Siqueira Campos         | PSDB    | João Oliveira                       | PSDB, DEM, PR, PTB, PV, PSC, PRB, PTC, PMN, PTdoB, PRTB y PTN                      |